# Дулбергс, Имантс
Имантс Карлович Дулбергс (6 февраля 1936, Яунпиебалга — 14 апреля 2018, Калнциемс) — латвийский, ранее советский, шахматный композитор; мастер спорта СССР по шахматной композиции (1975). Председатель комиссии по шахматной композиции Латвийской ССР (1975—1984). Преподаватель физкультуры.

## Биография
Родился 6 февраля 1936 года в селе Яунпиебалга на востоке Латвии.
В 1954 году окончил Яунпиебалгскую среднюю школу и поступил в Латвийский государственный институт физической культуры, который окончил в 1959 году. Работал преподавателем физкультуры в средних школах сёл Валгунде и Калнциемс. Умер 14 апреля 2018 года в Калнциемсе, похоронен 18 апреля того же года. 
С 1960 опубликовал около 470 задач различных жанров; центральное место в его творчестве занимают многоходовки. На конкурсах удостоен 56 отличий, в том числе 37 призов (15 — первых). Финалист 11-го (1973, 2 место) и 12-го (1976, 9 место) личных чемпионатов СССР (по разделу многоходовок). 10-кратный чемпион Латвии по шахматной композиции, в том числе 4-кратный чемпион Латвийской ССР. Рейтинг в Альбомах ФИДЕ на 24 августа 2023 года — 10 баллов.

## Избранное творчество
|   | a | b | c | d | e | f | g | h |   |
| - | --- | --- | --- | --- | --- | --- | --- | --- | - |
| 8 | b8 белый король · e8 чёрный король · g8 белый слон · b7 белая пешка · e7 белая пешка · g7 чёрный слон · d6 белый слон · e6 белая пешка · g6 белая пешка · h5 белая ладья · h4 чёрная пешка · b3 чёрный конь · g3 чёрный конь · a2 белая пешка · f2 чёрная ладья · g2 чёрная пешка · h2 чёрный ферзь · b1 белый конь · f1 чёрная ладья · h1 чёрный слон | b8 белый король · e8 чёрный король · g8 белый слон · b7 белая пешка · e7 белая пешка · g7 чёрный слон · d6 белый слон · e6 белая пешка · g6 белая пешка · h5 белая ладья · h4 чёрная пешка · b3 чёрный конь · g3 чёрный конь · a2 белая пешка · f2 чёрная ладья · g2 чёрная пешка · h2 чёрный ферзь · b1 белый конь · f1 чёрная ладья · h1 чёрный слон | b8 белый король · e8 чёрный король · g8 белый слон · b7 белая пешка · e7 белая пешка · g7 чёрный слон · d6 белый слон · e6 белая пешка · g6 белая пешка · h5 белая ладья · h4 чёрная пешка · b3 чёрный конь · g3 чёрный конь · a2 белая пешка · f2 чёрная ладья · g2 чёрная пешка · h2 чёрный ферзь · b1 белый конь · f1 чёрная ладья · h1 чёрный слон | b8 белый король · e8 чёрный король · g8 белый слон · b7 белая пешка · e7 белая пешка · g7 чёрный слон · d6 белый слон · e6 белая пешка · g6 белая пешка · h5 белая ладья · h4 чёрная пешка · b3 чёрный конь · g3 чёрный конь · a2 белая пешка · f2 чёрная ладья · g2 чёрная пешка · h2 чёрный ферзь · b1 белый конь · f1 чёрная ладья · h1 чёрный слон | b8 белый король · e8 чёрный король · g8 белый слон · b7 белая пешка · e7 белая пешка · g7 чёрный слон · d6 белый слон · e6 белая пешка · g6 белая пешка · h5 белая ладья · h4 чёрная пешка · b3 чёрный конь · g3 чёрный конь · a2 белая пешка · f2 чёрная ладья · g2 чёрная пешка · h2 чёрный ферзь · b1 белый конь · f1 чёрная ладья · h1 чёрный слон | b8 белый король · e8 чёрный король · g8 белый слон · b7 белая пешка · e7 белая пешка · g7 чёрный слон · d6 белый слон · e6 белая пешка · g6 белая пешка · h5 белая ладья · h4 чёрная пешка · b3 чёрный конь · g3 чёрный конь · a2 белая пешка · f2 чёрная ладья · g2 чёрная пешка · h2 чёрный ферзь · b1 белый конь · f1 чёрная ладья · h1 чёрный слон | b8 белый король · e8 чёрный король · g8 белый слон · b7 белая пешка · e7 белая пешка · g7 чёрный слон · d6 белый слон · e6 белая пешка · g6 белая пешка · h5 белая ладья · h4 чёрная пешка · b3 чёрный конь · g3 чёрный конь · a2 белая пешка · f2 чёрная ладья · g2 чёрная пешка · h2 чёрный ферзь · b1 белый конь · f1 чёрная ладья · h1 чёрный слон | b8 белый король · e8 чёрный король · g8 белый слон · b7 белая пешка · e7 белая пешка · g7 чёрный слон · d6 белый слон · e6 белая пешка · g6 белая пешка · h5 белая ладья · h4 чёрная пешка · b3 чёрный конь · g3 чёрный конь · a2 белая пешка · f2 чёрная ладья · g2 чёрная пешка · h2 чёрный ферзь · b1 белый конь · f1 чёрная ладья · h1 чёрный слон | 8 |
| 7 | b8 белый король · e8 чёрный король · g8 белый слон · b7 белая пешка · e7 белая пешка · g7 чёрный слон · d6 белый слон · e6 белая пешка · g6 белая пешка · h5 белая ладья · h4 чёрная пешка · b3 чёрный конь · g3 чёрный конь · a2 белая пешка · f2 чёрная ладья · g2 чёрная пешка · h2 чёрный ферзь · b1 белый конь · f1 чёрная ладья · h1 чёрный слон | b8 белый король · e8 чёрный король · g8 белый слон · b7 белая пешка · e7 белая пешка · g7 чёрный слон · d6 белый слон · e6 белая пешка · g6 белая пешка · h5 белая ладья · h4 чёрная пешка · b3 чёрный конь · g3 чёрный конь · a2 белая пешка · f2 чёрная ладья · g2 чёрная пешка · h2 чёрный ферзь · b1 белый конь · f1 чёрная ладья · h1 чёрный слон | b8 белый король · e8 чёрный король · g8 белый слон · b7 белая пешка · e7 белая пешка · g7 чёрный слон · d6 белый слон · e6 белая пешка · g6 белая пешка · h5 белая ладья · h4 чёрная пешка · b3 чёрный конь · g3 чёрный конь · a2 белая пешка · f2 чёрная ладья · g2 чёрная пешка · h2 чёрный ферзь · b1 белый конь · f1 чёрная ладья · h1 чёрный слон | b8 белый король · e8 чёрный король · g8 белый слон · b7 белая пешка · e7 белая пешка · g7 чёрный слон · d6 белый слон · e6 белая пешка · g6 белая пешка · h5 белая ладья · h4 чёрная пешка · b3 чёрный конь · g3 чёрный конь · a2 белая пешка · f2 чёрная ладья · g2 чёрная пешка · h2 чёрный ферзь · b1 белый конь · f1 чёрная ладья · h1 чёрный слон | b8 белый король · e8 чёрный король · g8 белый слон · b7 белая пешка · e7 белая пешка · g7 чёрный слон · d6 белый слон · e6 белая пешка · g6 белая пешка · h5 белая ладья · h4 чёрная пешка · b3 чёрный конь · g3 чёрный конь · a2 белая пешка · f2 чёрная ладья · g2 чёрная пешка · h2 чёрный ферзь · b1 белый конь · f1 чёрная ладья · h1 чёрный слон | b8 белый король · e8 чёрный король · g8 белый слон · b7 белая пешка · e7 белая пешка · g7 чёрный слон · d6 белый слон · e6 белая пешка · g6 белая пешка · h5 белая ладья · h4 чёрная пешка · b3 чёрный конь · g3 чёрный конь · a2 белая пешка · f2 чёрная ладья · g2 чёрная пешка · h2 чёрный ферзь · b1 белый конь · f1 чёрная ладья · h1 чёрный слон | b8 белый король · e8 чёрный король · g8 белый слон · b7 белая пешка · e7 белая пешка · g7 чёрный слон · d6 белый слон · e6 белая пешка · g6 белая пешка · h5 белая ладья · h4 чёрная пешка · b3 чёрный конь · g3 чёрный конь · a2 белая пешка · f2 чёрная ладья · g2 чёрная пешка · h2 чёрный ферзь · b1 белый конь · f1 чёрная ладья · h1 чёрный слон | b8 белый король · e8 чёрный король · g8 белый слон · b7 белая пешка · e7 белая пешка · g7 чёрный слон · d6 белый слон · e6 белая пешка · g6 белая пешка · h5 белая ладья · h4 чёрная пешка · b3 чёрный конь · g3 чёрный конь · a2 белая пешка · f2 чёрная ладья · g2 чёрная пешка · h2 чёрный ферзь · b1 белый конь · f1 чёрная ладья · h1 чёрный слон | 7 |
| 6 | b8 белый король · e8 чёрный король · g8 белый слон · b7 белая пешка · e7 белая пешка · g7 чёрный слон · d6 белый слон · e6 белая пешка · g6 белая пешка · h5 белая ладья · h4 чёрная пешка · b3 чёрный конь · g3 чёрный конь · a2 белая пешка · f2 чёрная ладья · g2 чёрная пешка · h2 чёрный ферзь · b1 белый конь · f1 чёрная ладья · h1 чёрный слон | b8 белый король · e8 чёрный король · g8 белый слон · b7 белая пешка · e7 белая пешка · g7 чёрный слон · d6 белый слон · e6 белая пешка · g6 белая пешка · h5 белая ладья · h4 чёрная пешка · b3 чёрный конь · g3 чёрный конь · a2 белая пешка · f2 чёрная ладья · g2 чёрная пешка · h2 чёрный ферзь · b1 белый конь · f1 чёрная ладья · h1 чёрный слон | b8 белый король · e8 чёрный король · g8 белый слон · b7 белая пешка · e7 белая пешка · g7 чёрный слон · d6 белый слон · e6 белая пешка · g6 белая пешка · h5 белая ладья · h4 чёрная пешка · b3 чёрный конь · g3 чёрный конь · a2 белая пешка · f2 чёрная ладья · g2 чёрная пешка · h2 чёрный ферзь · b1 белый конь · f1 чёрная ладья · h1 чёрный слон | b8 белый король · e8 чёрный король · g8 белый слон · b7 белая пешка · e7 белая пешка · g7 чёрный слон · d6 белый слон · e6 белая пешка · g6 белая пешка · h5 белая ладья · h4 чёрная пешка · b3 чёрный конь · g3 чёрный конь · a2 белая пешка · f2 чёрная ладья · g2 чёрная пешка · h2 чёрный ферзь · b1 белый конь · f1 чёрная ладья · h1 чёрный слон | b8 белый король · e8 чёрный король · g8 белый слон · b7 белая пешка · e7 белая пешка · g7 чёрный слон · d6 белый слон · e6 белая пешка · g6 белая пешка · h5 белая ладья · h4 чёрная пешка · b3 чёрный конь · g3 чёрный конь · a2 белая пешка · f2 чёрная ладья · g2 чёрная пешка · h2 чёрный ферзь · b1 белый конь · f1 чёрная ладья · h1 чёрный слон | b8 белый король · e8 чёрный король · g8 белый слон · b7 белая пешка · e7 белая пешка · g7 чёрный слон · d6 белый слон · e6 белая пешка · g6 белая пешка · h5 белая ладья · h4 чёрная пешка · b3 чёрный конь · g3 чёрный конь · a2 белая пешка · f2 чёрная ладья · g2 чёрная пешка · h2 чёрный ферзь · b1 белый конь · f1 чёрная ладья · h1 чёрный слон | b8 белый король · e8 чёрный король · g8 белый слон · b7 белая пешка · e7 белая пешка · g7 чёрный слон · d6 белый слон · e6 белая пешка · g6 белая пешка · h5 белая ладья · h4 чёрная пешка · b3 чёрный конь · g3 чёрный конь · a2 белая пешка · f2 чёрная ладья · g2 чёрная пешка · h2 чёрный ферзь · b1 белый конь · f1 чёрная ладья · h1 чёрный слон | b8 белый король · e8 чёрный король · g8 белый слон · b7 белая пешка · e7 белая пешка · g7 чёрный слон · d6 белый слон · e6 белая пешка · g6 белая пешка · h5 белая ладья · h4 чёрная пешка · b3 чёрный конь · g3 чёрный конь · a2 белая пешка · f2 чёрная ладья · g2 чёрная пешка · h2 чёрный ферзь · b1 белый конь · f1 чёрная ладья · h1 чёрный слон | 6 |
| 5 | b8 белый король · e8 чёрный король · g8 белый слон · b7 белая пешка · e7 белая пешка · g7 чёрный слон · d6 белый слон · e6 белая пешка · g6 белая пешка · h5 белая ладья · h4 чёрная пешка · b3 чёрный конь · g3 чёрный конь · a2 белая пешка · f2 чёрная ладья · g2 чёрная пешка · h2 чёрный ферзь · b1 белый конь · f1 чёрная ладья · h1 чёрный слон | b8 белый король · e8 чёрный король · g8 белый слон · b7 белая пешка · e7 белая пешка · g7 чёрный слон · d6 белый слон · e6 белая пешка · g6 белая пешка · h5 белая ладья · h4 чёрная пешка · b3 чёрный конь · g3 чёрный конь · a2 белая пешка · f2 чёрная ладья · g2 чёрная пешка · h2 чёрный ферзь · b1 белый конь · f1 чёрная ладья · h1 чёрный слон | b8 белый король · e8 чёрный король · g8 белый слон · b7 белая пешка · e7 белая пешка · g7 чёрный слон · d6 белый слон · e6 белая пешка · g6 белая пешка · h5 белая ладья · h4 чёрная пешка · b3 чёрный конь · g3 чёрный конь · a2 белая пешка · f2 чёрная ладья · g2 чёрная пешка · h2 чёрный ферзь · b1 белый конь · f1 чёрная ладья · h1 чёрный слон | b8 белый король · e8 чёрный король · g8 белый слон · b7 белая пешка · e7 белая пешка · g7 чёрный слон · d6 белый слон · e6 белая пешка · g6 белая пешка · h5 белая ладья · h4 чёрная пешка · b3 чёрный конь · g3 чёрный конь · a2 белая пешка · f2 чёрная ладья · g2 чёрная пешка · h2 чёрный ферзь · b1 белый конь · f1 чёрная ладья · h1 чёрный слон | b8 белый король · e8 чёрный король · g8 белый слон · b7 белая пешка · e7 белая пешка · g7 чёрный слон · d6 белый слон · e6 белая пешка · g6 белая пешка · h5 белая ладья · h4 чёрная пешка · b3 чёрный конь · g3 чёрный конь · a2 белая пешка · f2 чёрная ладья · g2 чёрная пешка · h2 чёрный ферзь · b1 белый конь · f1 чёрная ладья · h1 чёрный слон | b8 белый король · e8 чёрный король · g8 белый слон · b7 белая пешка · e7 белая пешка · g7 чёрный слон · d6 белый слон · e6 белая пешка · g6 белая пешка · h5 белая ладья · h4 чёрная пешка · b3 чёрный конь · g3 чёрный конь · a2 белая пешка · f2 чёрная ладья · g2 чёрная пешка · h2 чёрный ферзь · b1 белый конь · f1 чёрная ладья · h1 чёрный слон | b8 белый король · e8 чёрный король · g8 белый слон · b7 белая пешка · e7 белая пешка · g7 чёрный слон · d6 белый слон · e6 белая пешка · g6 белая пешка · h5 белая ладья · h4 чёрная пешка · b3 чёрный конь · g3 чёрный конь · a2 белая пешка · f2 чёрная ладья · g2 чёрная пешка · h2 чёрный ферзь · b1 белый конь · f1 чёрная ладья · h1 чёрный слон | b8 белый король · e8 чёрный король · g8 белый слон · b7 белая пешка · e7 белая пешка · g7 чёрный слон · d6 белый слон · e6 белая пешка · g6 белая пешка · h5 белая ладья · h4 чёрная пешка · b3 чёрный конь · g3 чёрный конь · a2 белая пешка · f2 чёрная ладья · g2 чёрная пешка · h2 чёрный ферзь · b1 белый конь · f1 чёрная ладья · h1 чёрный слон | 5 |
| 4 | b8 белый король · e8 чёрный король · g8 белый слон · b7 белая пешка · e7 белая пешка · g7 чёрный слон · d6 белый слон · e6 белая пешка · g6 белая пешка · h5 белая ладья · h4 чёрная пешка · b3 чёрный конь · g3 чёрный конь · a2 белая пешка · f2 чёрная ладья · g2 чёрная пешка · h2 чёрный ферзь · b1 белый конь · f1 чёрная ладья · h1 чёрный слон | b8 белый король · e8 чёрный король · g8 белый слон · b7 белая пешка · e7 белая пешка · g7 чёрный слон · d6 белый слон · e6 белая пешка · g6 белая пешка · h5 белая ладья · h4 чёрная пешка · b3 чёрный конь · g3 чёрный конь · a2 белая пешка · f2 чёрная ладья · g2 чёрная пешка · h2 чёрный ферзь · b1 белый конь · f1 чёрная ладья · h1 чёрный слон | b8 белый король · e8 чёрный король · g8 белый слон · b7 белая пешка · e7 белая пешка · g7 чёрный слон · d6 белый слон · e6 белая пешка · g6 белая пешка · h5 белая ладья · h4 чёрная пешка · b3 чёрный конь · g3 чёрный конь · a2 белая пешка · f2 чёрная ладья · g2 чёрная пешка · h2 чёрный ферзь · b1 белый конь · f1 чёрная ладья · h1 чёрный слон | b8 белый король · e8 чёрный король · g8 белый слон · b7 белая пешка · e7 белая пешка · g7 чёрный слон · d6 белый слон · e6 белая пешка · g6 белая пешка · h5 белая ладья · h4 чёрная пешка · b3 чёрный конь · g3 чёрный конь · a2 белая пешка · f2 чёрная ладья · g2 чёрная пешка · h2 чёрный ферзь · b1 белый конь · f1 чёрная ладья · h1 чёрный слон | b8 белый король · e8 чёрный король · g8 белый слон · b7 белая пешка · e7 белая пешка · g7 чёрный слон · d6 белый слон · e6 белая пешка · g6 белая пешка · h5 белая ладья · h4 чёрная пешка · b3 чёрный конь · g3 чёрный конь · a2 белая пешка · f2 чёрная ладья · g2 чёрная пешка · h2 чёрный ферзь · b1 белый конь · f1 чёрная ладья · h1 чёрный слон | b8 белый король · e8 чёрный король · g8 белый слон · b7 белая пешка · e7 белая пешка · g7 чёрный слон · d6 белый слон · e6 белая пешка · g6 белая пешка · h5 белая ладья · h4 чёрная пешка · b3 чёрный конь · g3 чёрный конь · a2 белая пешка · f2 чёрная ладья · g2 чёрная пешка · h2 чёрный ферзь · b1 белый конь · f1 чёрная ладья · h1 чёрный слон | b8 белый король · e8 чёрный король · g8 белый слон · b7 белая пешка · e7 белая пешка · g7 чёрный слон · d6 белый слон · e6 белая пешка · g6 белая пешка · h5 белая ладья · h4 чёрная пешка · b3 чёрный конь · g3 чёрный конь · a2 белая пешка · f2 чёрная ладья · g2 чёрная пешка · h2 чёрный ферзь · b1 белый конь · f1 чёрная ладья · h1 чёрный слон | b8 белый король · e8 чёрный король · g8 белый слон · b7 белая пешка · e7 белая пешка · g7 чёрный слон · d6 белый слон · e6 белая пешка · g6 белая пешка · h5 белая ладья · h4 чёрная пешка · b3 чёрный конь · g3 чёрный конь · a2 белая пешка · f2 чёрная ладья · g2 чёрная пешка · h2 чёрный ферзь · b1 белый конь · f1 чёрная ладья · h1 чёрный слон | 4 |
| 3 | b8 белый король · e8 чёрный король · g8 белый слон · b7 белая пешка · e7 белая пешка · g7 чёрный слон · d6 белый слон · e6 белая пешка · g6 белая пешка · h5 белая ладья · h4 чёрная пешка · b3 чёрный конь · g3 чёрный конь · a2 белая пешка · f2 чёрная ладья · g2 чёрная пешка · h2 чёрный ферзь · b1 белый конь · f1 чёрная ладья · h1 чёрный слон | b8 белый король · e8 чёрный король · g8 белый слон · b7 белая пешка · e7 белая пешка · g7 чёрный слон · d6 белый слон · e6 белая пешка · g6 белая пешка · h5 белая ладья · h4 чёрная пешка · b3 чёрный конь · g3 чёрный конь · a2 белая пешка · f2 чёрная ладья · g2 чёрная пешка · h2 чёрный ферзь · b1 белый конь · f1 чёрная ладья · h1 чёрный слон | b8 белый король · e8 чёрный король · g8 белый слон · b7 белая пешка · e7 белая пешка · g7 чёрный слон · d6 белый слон · e6 белая пешка · g6 белая пешка · h5 белая ладья · h4 чёрная пешка · b3 чёрный конь · g3 чёрный конь · a2 белая пешка · f2 чёрная ладья · g2 чёрная пешка · h2 чёрный ферзь · b1 белый конь · f1 чёрная ладья · h1 чёрный слон | b8 белый король · e8 чёрный король · g8 белый слон · b7 белая пешка · e7 белая пешка · g7 чёрный слон · d6 белый слон · e6 белая пешка · g6 белая пешка · h5 белая ладья · h4 чёрная пешка · b3 чёрный конь · g3 чёрный конь · a2 белая пешка · f2 чёрная ладья · g2 чёрная пешка · h2 чёрный ферзь · b1 белый конь · f1 чёрная ладья · h1 чёрный слон | b8 белый король · e8 чёрный король · g8 белый слон · b7 белая пешка · e7 белая пешка · g7 чёрный слон · d6 белый слон · e6 белая пешка · g6 белая пешка · h5 белая ладья · h4 чёрная пешка · b3 чёрный конь · g3 чёрный конь · a2 белая пешка · f2 чёрная ладья · g2 чёрная пешка · h2 чёрный ферзь · b1 белый конь · f1 чёрная ладья · h1 чёрный слон | b8 белый король · e8 чёрный король · g8 белый слон · b7 белая пешка · e7 белая пешка · g7 чёрный слон · d6 белый слон · e6 белая пешка · g6 белая пешка · h5 белая ладья · h4 чёрная пешка · b3 чёрный конь · g3 чёрный конь · a2 белая пешка · f2 чёрная ладья · g2 чёрная пешка · h2 чёрный ферзь · b1 белый конь · f1 чёрная ладья · h1 чёрный слон | b8 белый король · e8 чёрный король · g8 белый слон · b7 белая пешка · e7 белая пешка · g7 чёрный слон · d6 белый слон · e6 белая пешка · g6 белая пешка · h5 белая ладья · h4 чёрная пешка · b3 чёрный конь · g3 чёрный конь · a2 белая пешка · f2 чёрная ладья · g2 чёрная пешка · h2 чёрный ферзь · b1 белый конь · f1 чёрная ладья · h1 чёрный слон | b8 белый король · e8 чёрный король · g8 белый слон · b7 белая пешка · e7 белая пешка · g7 чёрный слон · d6 белый слон · e6 белая пешка · g6 белая пешка · h5 белая ладья · h4 чёрная пешка · b3 чёрный конь · g3 чёрный конь · a2 белая пешка · f2 чёрная ладья · g2 чёрная пешка · h2 чёрный ферзь · b1 белый конь · f1 чёрная ладья · h1 чёрный слон | 3 |
| 2 | b8 белый король · e8 чёрный король · g8 белый слон · b7 белая пешка · e7 белая пешка · g7 чёрный слон · d6 белый слон · e6 белая пешка · g6 белая пешка · h5 белая ладья · h4 чёрная пешка · b3 чёрный конь · g3 чёрный конь · a2 белая пешка · f2 чёрная ладья · g2 чёрная пешка · h2 чёрный ферзь · b1 белый конь · f1 чёрная ладья · h1 чёрный слон | b8 белый король · e8 чёрный король · g8 белый слон · b7 белая пешка · e7 белая пешка · g7 чёрный слон · d6 белый слон · e6 белая пешка · g6 белая пешка · h5 белая ладья · h4 чёрная пешка · b3 чёрный конь · g3 чёрный конь · a2 белая пешка · f2 чёрная ладья · g2 чёрная пешка · h2 чёрный ферзь · b1 белый конь · f1 чёрная ладья · h1 чёрный слон | b8 белый король · e8 чёрный король · g8 белый слон · b7 белая пешка · e7 белая пешка · g7 чёрный слон · d6 белый слон · e6 белая пешка · g6 белая пешка · h5 белая ладья · h4 чёрная пешка · b3 чёрный конь · g3 чёрный конь · a2 белая пешка · f2 чёрная ладья · g2 чёрная пешка · h2 чёрный ферзь · b1 белый конь · f1 чёрная ладья · h1 чёрный слон | b8 белый король · e8 чёрный король · g8 белый слон · b7 белая пешка · e7 белая пешка · g7 чёрный слон · d6 белый слон · e6 белая пешка · g6 белая пешка · h5 белая ладья · h4 чёрная пешка · b3 чёрный конь · g3 чёрный конь · a2 белая пешка · f2 чёрная ладья · g2 чёрная пешка · h2 чёрный ферзь · b1 белый конь · f1 чёрная ладья · h1 чёрный слон | b8 белый король · e8 чёрный король · g8 белый слон · b7 белая пешка · e7 белая пешка · g7 чёрный слон · d6 белый слон · e6 белая пешка · g6 белая пешка · h5 белая ладья · h4 чёрная пешка · b3 чёрный конь · g3 чёрный конь · a2 белая пешка · f2 чёрная ладья · g2 чёрная пешка · h2 чёрный ферзь · b1 белый конь · f1 чёрная ладья · h1 чёрный слон | b8 белый король · e8 чёрный король · g8 белый слон · b7 белая пешка · e7 белая пешка · g7 чёрный слон · d6 белый слон · e6 белая пешка · g6 белая пешка · h5 белая ладья · h4 чёрная пешка · b3 чёрный конь · g3 чёрный конь · a2 белая пешка · f2 чёрная ладья · g2 чёрная пешка · h2 чёрный ферзь · b1 белый конь · f1 чёрная ладья · h1 чёрный слон | b8 белый король · e8 чёрный король · g8 белый слон · b7 белая пешка · e7 белая пешка · g7 чёрный слон · d6 белый слон · e6 белая пешка · g6 белая пешка · h5 белая ладья · h4 чёрная пешка · b3 чёрный конь · g3 чёрный конь · a2 белая пешка · f2 чёрная ладья · g2 чёрная пешка · h2 чёрный ферзь · b1 белый конь · f1 чёрная ладья · h1 чёрный слон | b8 белый король · e8 чёрный король · g8 белый слон · b7 белая пешка · e7 белая пешка · g7 чёрный слон · d6 белый слон · e6 белая пешка · g6 белая пешка · h5 белая ладья · h4 чёрная пешка · b3 чёрный конь · g3 чёрный конь · a2 белая пешка · f2 чёрная ладья · g2 чёрная пешка · h2 чёрный ферзь · b1 белый конь · f1 чёрная ладья · h1 чёрный слон | 2 |
| 1 | b8 белый король · e8 чёрный король · g8 белый слон · b7 белая пешка · e7 белая пешка · g7 чёрный слон · d6 белый слон · e6 белая пешка · g6 белая пешка · h5 белая ладья · h4 чёрная пешка · b3 чёрный конь · g3 чёрный конь · a2 белая пешка · f2 чёрная ладья · g2 чёрная пешка · h2 чёрный ферзь · b1 белый конь · f1 чёрная ладья · h1 чёрный слон | b8 белый король · e8 чёрный король · g8 белый слон · b7 белая пешка · e7 белая пешка · g7 чёрный слон · d6 белый слон · e6 белая пешка · g6 белая пешка · h5 белая ладья · h4 чёрная пешка · b3 чёрный конь · g3 чёрный конь · a2 белая пешка · f2 чёрная ладья · g2 чёрная пешка · h2 чёрный ферзь · b1 белый конь · f1 чёрная ладья · h1 чёрный слон | b8 белый король · e8 чёрный король · g8 белый слон · b7 белая пешка · e7 белая пешка · g7 чёрный слон · d6 белый слон · e6 белая пешка · g6 белая пешка · h5 белая ладья · h4 чёрная пешка · b3 чёрный конь · g3 чёрный конь · a2 белая пешка · f2 чёрная ладья · g2 чёрная пешка · h2 чёрный ферзь · b1 белый конь · f1 чёрная ладья · h1 чёрный слон | b8 белый король · e8 чёрный король · g8 белый слон · b7 белая пешка · e7 белая пешка · g7 чёрный слон · d6 белый слон · e6 белая пешка · g6 белая пешка · h5 белая ладья · h4 чёрная пешка · b3 чёрный конь · g3 чёрный конь · a2 белая пешка · f2 чёрная ладья · g2 чёрная пешка · h2 чёрный ферзь · b1 белый конь · f1 чёрная ладья · h1 чёрный слон | b8 белый король · e8 чёрный король · g8 белый слон · b7 белая пешка · e7 белая пешка · g7 чёрный слон · d6 белый слон · e6 белая пешка · g6 белая пешка · h5 белая ладья · h4 чёрная пешка · b3 чёрный конь · g3 чёрный конь · a2 белая пешка · f2 чёрная ладья · g2 чёрная пешка · h2 чёрный ферзь · b1 белый конь · f1 чёрная ладья · h1 чёрный слон | b8 белый король · e8 чёрный король · g8 белый слон · b7 белая пешка · e7 белая пешка · g7 чёрный слон · d6 белый слон · e6 белая пешка · g6 белая пешка · h5 белая ладья · h4 чёрная пешка · b3 чёрный конь · g3 чёрный конь · a2 белая пешка · f2 чёрная ладья · g2 чёрная пешка · h2 чёрный ферзь · b1 белый конь · f1 чёрная ладья · h1 чёрный слон | b8 белый король · e8 чёрный король · g8 белый слон · b7 белая пешка · e7 белая пешка · g7 чёрный слон · d6 белый слон · e6 белая пешка · g6 белая пешка · h5 белая ладья · h4 чёрная пешка · b3 чёрный конь · g3 чёрный конь · a2 белая пешка · f2 чёрная ладья · g2 чёрная пешка · h2 чёрный ферзь · b1 белый конь · f1 чёрная ладья · h1 чёрный слон | b8 белый король · e8 чёрный король · g8 белый слон · b7 белая пешка · e7 белая пешка · g7 чёрный слон · d6 белый слон · e6 белая пешка · g6 белая пешка · h5 белая ладья · h4 чёрная пешка · b3 чёрный конь · g3 чёрный конь · a2 белая пешка · f2 чёрная ладья · g2 чёрная пешка · h2 чёрный ферзь · b1 белый конь · f1 чёрная ладья · h1 чёрный слон | 1 |
|   | a | b | c | d | e | f | g | h |   |

Главный план:
1.Кра8? g1Ф! (или 1...g1Л, С, К)

Вначале белые должны заставить чёрных перекрыть диагональ h1-a8:

1.Kрc7! Лc1+ 2.Кc3 Л:c3+ 3.Kрb8 Лcf3

Теперь главный план:
4.Kрa8! Л:a2+ 5.Лa5 Л:a5+ 6.Kрb8 Лaf5 7.Сf7+ Л:f7 8.Kрa8 Лc3 9.gf#

Римская тема.
|   | a | b | c | d | e | f | g | h |   |
| - | --- | --- | --- | --- | --- | --- | --- | --- | - |
| 8 | b8 чёрный слон · f8 белый конь · g8 чёрная ладья · e7 чёрная пешка · h7 чёрный слон · h6 чёрный конь · a5 чёрный конь · g5 чёрная пешка · h5 белая ладья · a4 белая ладья · c4 чёрный ферзь · f4 чёрный король · g4 белая пешка · a3 белый ферзь · b3 чёрная пешка · c3 белый слон · f3 белая пешка · g3 чёрная пешка · b2 белый король · c2 чёрная пешка · d2 белая пешка · g2 белая пешка · c1 белый конь · e1 чёрная ладья | b8 чёрный слон · f8 белый конь · g8 чёрная ладья · e7 чёрная пешка · h7 чёрный слон · h6 чёрный конь · a5 чёрный конь · g5 чёрная пешка · h5 белая ладья · a4 белая ладья · c4 чёрный ферзь · f4 чёрный король · g4 белая пешка · a3 белый ферзь · b3 чёрная пешка · c3 белый слон · f3 белая пешка · g3 чёрная пешка · b2 белый король · c2 чёрная пешка · d2 белая пешка · g2 белая пешка · c1 белый конь · e1 чёрная ладья | b8 чёрный слон · f8 белый конь · g8 чёрная ладья · e7 чёрная пешка · h7 чёрный слон · h6 чёрный конь · a5 чёрный конь · g5 чёрная пешка · h5 белая ладья · a4 белая ладья · c4 чёрный ферзь · f4 чёрный король · g4 белая пешка · a3 белый ферзь · b3 чёрная пешка · c3 белый слон · f3 белая пешка · g3 чёрная пешка · b2 белый король · c2 чёрная пешка · d2 белая пешка · g2 белая пешка · c1 белый конь · e1 чёрная ладья | b8 чёрный слон · f8 белый конь · g8 чёрная ладья · e7 чёрная пешка · h7 чёрный слон · h6 чёрный конь · a5 чёрный конь · g5 чёрная пешка · h5 белая ладья · a4 белая ладья · c4 чёрный ферзь · f4 чёрный король · g4 белая пешка · a3 белый ферзь · b3 чёрная пешка · c3 белый слон · f3 белая пешка · g3 чёрная пешка · b2 белый король · c2 чёрная пешка · d2 белая пешка · g2 белая пешка · c1 белый конь · e1 чёрная ладья | b8 чёрный слон · f8 белый конь · g8 чёрная ладья · e7 чёрная пешка · h7 чёрный слон · h6 чёрный конь · a5 чёрный конь · g5 чёрная пешка · h5 белая ладья · a4 белая ладья · c4 чёрный ферзь · f4 чёрный король · g4 белая пешка · a3 белый ферзь · b3 чёрная пешка · c3 белый слон · f3 белая пешка · g3 чёрная пешка · b2 белый король · c2 чёрная пешка · d2 белая пешка · g2 белая пешка · c1 белый конь · e1 чёрная ладья | b8 чёрный слон · f8 белый конь · g8 чёрная ладья · e7 чёрная пешка · h7 чёрный слон · h6 чёрный конь · a5 чёрный конь · g5 чёрная пешка · h5 белая ладья · a4 белая ладья · c4 чёрный ферзь · f4 чёрный король · g4 белая пешка · a3 белый ферзь · b3 чёрная пешка · c3 белый слон · f3 белая пешка · g3 чёрная пешка · b2 белый король · c2 чёрная пешка · d2 белая пешка · g2 белая пешка · c1 белый конь · e1 чёрная ладья | b8 чёрный слон · f8 белый конь · g8 чёрная ладья · e7 чёрная пешка · h7 чёрный слон · h6 чёрный конь · a5 чёрный конь · g5 чёрная пешка · h5 белая ладья · a4 белая ладья · c4 чёрный ферзь · f4 чёрный король · g4 белая пешка · a3 белый ферзь · b3 чёрная пешка · c3 белый слон · f3 белая пешка · g3 чёрная пешка · b2 белый король · c2 чёрная пешка · d2 белая пешка · g2 белая пешка · c1 белый конь · e1 чёрная ладья | b8 чёрный слон · f8 белый конь · g8 чёрная ладья · e7 чёрная пешка · h7 чёрный слон · h6 чёрный конь · a5 чёрный конь · g5 чёрная пешка · h5 белая ладья · a4 белая ладья · c4 чёрный ферзь · f4 чёрный король · g4 белая пешка · a3 белый ферзь · b3 чёрная пешка · c3 белый слон · f3 белая пешка · g3 чёрная пешка · b2 белый король · c2 чёрная пешка · d2 белая пешка · g2 белая пешка · c1 белый конь · e1 чёрная ладья | 8 |
| 7 | b8 чёрный слон · f8 белый конь · g8 чёрная ладья · e7 чёрная пешка · h7 чёрный слон · h6 чёрный конь · a5 чёрный конь · g5 чёрная пешка · h5 белая ладья · a4 белая ладья · c4 чёрный ферзь · f4 чёрный король · g4 белая пешка · a3 белый ферзь · b3 чёрная пешка · c3 белый слон · f3 белая пешка · g3 чёрная пешка · b2 белый король · c2 чёрная пешка · d2 белая пешка · g2 белая пешка · c1 белый конь · e1 чёрная ладья | b8 чёрный слон · f8 белый конь · g8 чёрная ладья · e7 чёрная пешка · h7 чёрный слон · h6 чёрный конь · a5 чёрный конь · g5 чёрная пешка · h5 белая ладья · a4 белая ладья · c4 чёрный ферзь · f4 чёрный король · g4 белая пешка · a3 белый ферзь · b3 чёрная пешка · c3 белый слон · f3 белая пешка · g3 чёрная пешка · b2 белый король · c2 чёрная пешка · d2 белая пешка · g2 белая пешка · c1 белый конь · e1 чёрная ладья | b8 чёрный слон · f8 белый конь · g8 чёрная ладья · e7 чёрная пешка · h7 чёрный слон · h6 чёрный конь · a5 чёрный конь · g5 чёрная пешка · h5 белая ладья · a4 белая ладья · c4 чёрный ферзь · f4 чёрный король · g4 белая пешка · a3 белый ферзь · b3 чёрная пешка · c3 белый слон · f3 белая пешка · g3 чёрная пешка · b2 белый король · c2 чёрная пешка · d2 белая пешка · g2 белая пешка · c1 белый конь · e1 чёрная ладья | b8 чёрный слон · f8 белый конь · g8 чёрная ладья · e7 чёрная пешка · h7 чёрный слон · h6 чёрный конь · a5 чёрный конь · g5 чёрная пешка · h5 белая ладья · a4 белая ладья · c4 чёрный ферзь · f4 чёрный король · g4 белая пешка · a3 белый ферзь · b3 чёрная пешка · c3 белый слон · f3 белая пешка · g3 чёрная пешка · b2 белый король · c2 чёрная пешка · d2 белая пешка · g2 белая пешка · c1 белый конь · e1 чёрная ладья | b8 чёрный слон · f8 белый конь · g8 чёрная ладья · e7 чёрная пешка · h7 чёрный слон · h6 чёрный конь · a5 чёрный конь · g5 чёрная пешка · h5 белая ладья · a4 белая ладья · c4 чёрный ферзь · f4 чёрный король · g4 белая пешка · a3 белый ферзь · b3 чёрная пешка · c3 белый слон · f3 белая пешка · g3 чёрная пешка · b2 белый король · c2 чёрная пешка · d2 белая пешка · g2 белая пешка · c1 белый конь · e1 чёрная ладья | b8 чёрный слон · f8 белый конь · g8 чёрная ладья · e7 чёрная пешка · h7 чёрный слон · h6 чёрный конь · a5 чёрный конь · g5 чёрная пешка · h5 белая ладья · a4 белая ладья · c4 чёрный ферзь · f4 чёрный король · g4 белая пешка · a3 белый ферзь · b3 чёрная пешка · c3 белый слон · f3 белая пешка · g3 чёрная пешка · b2 белый король · c2 чёрная пешка · d2 белая пешка · g2 белая пешка · c1 белый конь · e1 чёрная ладья | b8 чёрный слон · f8 белый конь · g8 чёрная ладья · e7 чёрная пешка · h7 чёрный слон · h6 чёрный конь · a5 чёрный конь · g5 чёрная пешка · h5 белая ладья · a4 белая ладья · c4 чёрный ферзь · f4 чёрный король · g4 белая пешка · a3 белый ферзь · b3 чёрная пешка · c3 белый слон · f3 белая пешка · g3 чёрная пешка · b2 белый король · c2 чёрная пешка · d2 белая пешка · g2 белая пешка · c1 белый конь · e1 чёрная ладья | b8 чёрный слон · f8 белый конь · g8 чёрная ладья · e7 чёрная пешка · h7 чёрный слон · h6 чёрный конь · a5 чёрный конь · g5 чёрная пешка · h5 белая ладья · a4 белая ладья · c4 чёрный ферзь · f4 чёрный король · g4 белая пешка · a3 белый ферзь · b3 чёрная пешка · c3 белый слон · f3 белая пешка · g3 чёрная пешка · b2 белый король · c2 чёрная пешка · d2 белая пешка · g2 белая пешка · c1 белый конь · e1 чёрная ладья | 7 |
| 6 | b8 чёрный слон · f8 белый конь · g8 чёрная ладья · e7 чёрная пешка · h7 чёрный слон · h6 чёрный конь · a5 чёрный конь · g5 чёрная пешка · h5 белая ладья · a4 белая ладья · c4 чёрный ферзь · f4 чёрный король · g4 белая пешка · a3 белый ферзь · b3 чёрная пешка · c3 белый слон · f3 белая пешка · g3 чёрная пешка · b2 белый король · c2 чёрная пешка · d2 белая пешка · g2 белая пешка · c1 белый конь · e1 чёрная ладья | b8 чёрный слон · f8 белый конь · g8 чёрная ладья · e7 чёрная пешка · h7 чёрный слон · h6 чёрный конь · a5 чёрный конь · g5 чёрная пешка · h5 белая ладья · a4 белая ладья · c4 чёрный ферзь · f4 чёрный король · g4 белая пешка · a3 белый ферзь · b3 чёрная пешка · c3 белый слон · f3 белая пешка · g3 чёрная пешка · b2 белый король · c2 чёрная пешка · d2 белая пешка · g2 белая пешка · c1 белый конь · e1 чёрная ладья | b8 чёрный слон · f8 белый конь · g8 чёрная ладья · e7 чёрная пешка · h7 чёрный слон · h6 чёрный конь · a5 чёрный конь · g5 чёрная пешка · h5 белая ладья · a4 белая ладья · c4 чёрный ферзь · f4 чёрный король · g4 белая пешка · a3 белый ферзь · b3 чёрная пешка · c3 белый слон · f3 белая пешка · g3 чёрная пешка · b2 белый король · c2 чёрная пешка · d2 белая пешка · g2 белая пешка · c1 белый конь · e1 чёрная ладья | b8 чёрный слон · f8 белый конь · g8 чёрная ладья · e7 чёрная пешка · h7 чёрный слон · h6 чёрный конь · a5 чёрный конь · g5 чёрная пешка · h5 белая ладья · a4 белая ладья · c4 чёрный ферзь · f4 чёрный король · g4 белая пешка · a3 белый ферзь · b3 чёрная пешка · c3 белый слон · f3 белая пешка · g3 чёрная пешка · b2 белый король · c2 чёрная пешка · d2 белая пешка · g2 белая пешка · c1 белый конь · e1 чёрная ладья | b8 чёрный слон · f8 белый конь · g8 чёрная ладья · e7 чёрная пешка · h7 чёрный слон · h6 чёрный конь · a5 чёрный конь · g5 чёрная пешка · h5 белая ладья · a4 белая ладья · c4 чёрный ферзь · f4 чёрный король · g4 белая пешка · a3 белый ферзь · b3 чёрная пешка · c3 белый слон · f3 белая пешка · g3 чёрная пешка · b2 белый король · c2 чёрная пешка · d2 белая пешка · g2 белая пешка · c1 белый конь · e1 чёрная ладья | b8 чёрный слон · f8 белый конь · g8 чёрная ладья · e7 чёрная пешка · h7 чёрный слон · h6 чёрный конь · a5 чёрный конь · g5 чёрная пешка · h5 белая ладья · a4 белая ладья · c4 чёрный ферзь · f4 чёрный король · g4 белая пешка · a3 белый ферзь · b3 чёрная пешка · c3 белый слон · f3 белая пешка · g3 чёрная пешка · b2 белый король · c2 чёрная пешка · d2 белая пешка · g2 белая пешка · c1 белый конь · e1 чёрная ладья | b8 чёрный слон · f8 белый конь · g8 чёрная ладья · e7 чёрная пешка · h7 чёрный слон · h6 чёрный конь · a5 чёрный конь · g5 чёрная пешка · h5 белая ладья · a4 белая ладья · c4 чёрный ферзь · f4 чёрный король · g4 белая пешка · a3 белый ферзь · b3 чёрная пешка · c3 белый слон · f3 белая пешка · g3 чёрная пешка · b2 белый король · c2 чёрная пешка · d2 белая пешка · g2 белая пешка · c1 белый конь · e1 чёрная ладья | b8 чёрный слон · f8 белый конь · g8 чёрная ладья · e7 чёрная пешка · h7 чёрный слон · h6 чёрный конь · a5 чёрный конь · g5 чёрная пешка · h5 белая ладья · a4 белая ладья · c4 чёрный ферзь · f4 чёрный король · g4 белая пешка · a3 белый ферзь · b3 чёрная пешка · c3 белый слон · f3 белая пешка · g3 чёрная пешка · b2 белый король · c2 чёрная пешка · d2 белая пешка · g2 белая пешка · c1 белый конь · e1 чёрная ладья | 6 |
| 5 | b8 чёрный слон · f8 белый конь · g8 чёрная ладья · e7 чёрная пешка · h7 чёрный слон · h6 чёрный конь · a5 чёрный конь · g5 чёрная пешка · h5 белая ладья · a4 белая ладья · c4 чёрный ферзь · f4 чёрный король · g4 белая пешка · a3 белый ферзь · b3 чёрная пешка · c3 белый слон · f3 белая пешка · g3 чёрная пешка · b2 белый король · c2 чёрная пешка · d2 белая пешка · g2 белая пешка · c1 белый конь · e1 чёрная ладья | b8 чёрный слон · f8 белый конь · g8 чёрная ладья · e7 чёрная пешка · h7 чёрный слон · h6 чёрный конь · a5 чёрный конь · g5 чёрная пешка · h5 белая ладья · a4 белая ладья · c4 чёрный ферзь · f4 чёрный король · g4 белая пешка · a3 белый ферзь · b3 чёрная пешка · c3 белый слон · f3 белая пешка · g3 чёрная пешка · b2 белый король · c2 чёрная пешка · d2 белая пешка · g2 белая пешка · c1 белый конь · e1 чёрная ладья | b8 чёрный слон · f8 белый конь · g8 чёрная ладья · e7 чёрная пешка · h7 чёрный слон · h6 чёрный конь · a5 чёрный конь · g5 чёрная пешка · h5 белая ладья · a4 белая ладья · c4 чёрный ферзь · f4 чёрный король · g4 белая пешка · a3 белый ферзь · b3 чёрная пешка · c3 белый слон · f3 белая пешка · g3 чёрная пешка · b2 белый король · c2 чёрная пешка · d2 белая пешка · g2 белая пешка · c1 белый конь · e1 чёрная ладья | b8 чёрный слон · f8 белый конь · g8 чёрная ладья · e7 чёрная пешка · h7 чёрный слон · h6 чёрный конь · a5 чёрный конь · g5 чёрная пешка · h5 белая ладья · a4 белая ладья · c4 чёрный ферзь · f4 чёрный король · g4 белая пешка · a3 белый ферзь · b3 чёрная пешка · c3 белый слон · f3 белая пешка · g3 чёрная пешка · b2 белый король · c2 чёрная пешка · d2 белая пешка · g2 белая пешка · c1 белый конь · e1 чёрная ладья | b8 чёрный слон · f8 белый конь · g8 чёрная ладья · e7 чёрная пешка · h7 чёрный слон · h6 чёрный конь · a5 чёрный конь · g5 чёрная пешка · h5 белая ладья · a4 белая ладья · c4 чёрный ферзь · f4 чёрный король · g4 белая пешка · a3 белый ферзь · b3 чёрная пешка · c3 белый слон · f3 белая пешка · g3 чёрная пешка · b2 белый король · c2 чёрная пешка · d2 белая пешка · g2 белая пешка · c1 белый конь · e1 чёрная ладья | b8 чёрный слон · f8 белый конь · g8 чёрная ладья · e7 чёрная пешка · h7 чёрный слон · h6 чёрный конь · a5 чёрный конь · g5 чёрная пешка · h5 белая ладья · a4 белая ладья · c4 чёрный ферзь · f4 чёрный король · g4 белая пешка · a3 белый ферзь · b3 чёрная пешка · c3 белый слон · f3 белая пешка · g3 чёрная пешка · b2 белый король · c2 чёрная пешка · d2 белая пешка · g2 белая пешка · c1 белый конь · e1 чёрная ладья | b8 чёрный слон · f8 белый конь · g8 чёрная ладья · e7 чёрная пешка · h7 чёрный слон · h6 чёрный конь · a5 чёрный конь · g5 чёрная пешка · h5 белая ладья · a4 белая ладья · c4 чёрный ферзь · f4 чёрный король · g4 белая пешка · a3 белый ферзь · b3 чёрная пешка · c3 белый слон · f3 белая пешка · g3 чёрная пешка · b2 белый король · c2 чёрная пешка · d2 белая пешка · g2 белая пешка · c1 белый конь · e1 чёрная ладья | b8 чёрный слон · f8 белый конь · g8 чёрная ладья · e7 чёрная пешка · h7 чёрный слон · h6 чёрный конь · a5 чёрный конь · g5 чёрная пешка · h5 белая ладья · a4 белая ладья · c4 чёрный ферзь · f4 чёрный король · g4 белая пешка · a3 белый ферзь · b3 чёрная пешка · c3 белый слон · f3 белая пешка · g3 чёрная пешка · b2 белый король · c2 чёрная пешка · d2 белая пешка · g2 белая пешка · c1 белый конь · e1 чёрная ладья | 5 |
| 4 | b8 чёрный слон · f8 белый конь · g8 чёрная ладья · e7 чёрная пешка · h7 чёрный слон · h6 чёрный конь · a5 чёрный конь · g5 чёрная пешка · h5 белая ладья · a4 белая ладья · c4 чёрный ферзь · f4 чёрный король · g4 белая пешка · a3 белый ферзь · b3 чёрная пешка · c3 белый слон · f3 белая пешка · g3 чёрная пешка · b2 белый король · c2 чёрная пешка · d2 белая пешка · g2 белая пешка · c1 белый конь · e1 чёрная ладья | b8 чёрный слон · f8 белый конь · g8 чёрная ладья · e7 чёрная пешка · h7 чёрный слон · h6 чёрный конь · a5 чёрный конь · g5 чёрная пешка · h5 белая ладья · a4 белая ладья · c4 чёрный ферзь · f4 чёрный король · g4 белая пешка · a3 белый ферзь · b3 чёрная пешка · c3 белый слон · f3 белая пешка · g3 чёрная пешка · b2 белый король · c2 чёрная пешка · d2 белая пешка · g2 белая пешка · c1 белый конь · e1 чёрная ладья | b8 чёрный слон · f8 белый конь · g8 чёрная ладья · e7 чёрная пешка · h7 чёрный слон · h6 чёрный конь · a5 чёрный конь · g5 чёрная пешка · h5 белая ладья · a4 белая ладья · c4 чёрный ферзь · f4 чёрный король · g4 белая пешка · a3 белый ферзь · b3 чёрная пешка · c3 белый слон · f3 белая пешка · g3 чёрная пешка · b2 белый король · c2 чёрная пешка · d2 белая пешка · g2 белая пешка · c1 белый конь · e1 чёрная ладья | b8 чёрный слон · f8 белый конь · g8 чёрная ладья · e7 чёрная пешка · h7 чёрный слон · h6 чёрный конь · a5 чёрный конь · g5 чёрная пешка · h5 белая ладья · a4 белая ладья · c4 чёрный ферзь · f4 чёрный король · g4 белая пешка · a3 белый ферзь · b3 чёрная пешка · c3 белый слон · f3 белая пешка · g3 чёрная пешка · b2 белый король · c2 чёрная пешка · d2 белая пешка · g2 белая пешка · c1 белый конь · e1 чёрная ладья | b8 чёрный слон · f8 белый конь · g8 чёрная ладья · e7 чёрная пешка · h7 чёрный слон · h6 чёрный конь · a5 чёрный конь · g5 чёрная пешка · h5 белая ладья · a4 белая ладья · c4 чёрный ферзь · f4 чёрный король · g4 белая пешка · a3 белый ферзь · b3 чёрная пешка · c3 белый слон · f3 белая пешка · g3 чёрная пешка · b2 белый король · c2 чёрная пешка · d2 белая пешка · g2 белая пешка · c1 белый конь · e1 чёрная ладья | b8 чёрный слон · f8 белый конь · g8 чёрная ладья · e7 чёрная пешка · h7 чёрный слон · h6 чёрный конь · a5 чёрный конь · g5 чёрная пешка · h5 белая ладья · a4 белая ладья · c4 чёрный ферзь · f4 чёрный король · g4 белая пешка · a3 белый ферзь · b3 чёрная пешка · c3 белый слон · f3 белая пешка · g3 чёрная пешка · b2 белый король · c2 чёрная пешка · d2 белая пешка · g2 белая пешка · c1 белый конь · e1 чёрная ладья | b8 чёрный слон · f8 белый конь · g8 чёрная ладья · e7 чёрная пешка · h7 чёрный слон · h6 чёрный конь · a5 чёрный конь · g5 чёрная пешка · h5 белая ладья · a4 белая ладья · c4 чёрный ферзь · f4 чёрный король · g4 белая пешка · a3 белый ферзь · b3 чёрная пешка · c3 белый слон · f3 белая пешка · g3 чёрная пешка · b2 белый король · c2 чёрная пешка · d2 белая пешка · g2 белая пешка · c1 белый конь · e1 чёрная ладья | b8 чёрный слон · f8 белый конь · g8 чёрная ладья · e7 чёрная пешка · h7 чёрный слон · h6 чёрный конь · a5 чёрный конь · g5 чёрная пешка · h5 белая ладья · a4 белая ладья · c4 чёрный ферзь · f4 чёрный король · g4 белая пешка · a3 белый ферзь · b3 чёрная пешка · c3 белый слон · f3 белая пешка · g3 чёрная пешка · b2 белый король · c2 чёрная пешка · d2 белая пешка · g2 белая пешка · c1 белый конь · e1 чёрная ладья | 4 |
| 3 | b8 чёрный слон · f8 белый конь · g8 чёрная ладья · e7 чёрная пешка · h7 чёрный слон · h6 чёрный конь · a5 чёрный конь · g5 чёрная пешка · h5 белая ладья · a4 белая ладья · c4 чёрный ферзь · f4 чёрный король · g4 белая пешка · a3 белый ферзь · b3 чёрная пешка · c3 белый слон · f3 белая пешка · g3 чёрная пешка · b2 белый король · c2 чёрная пешка · d2 белая пешка · g2 белая пешка · c1 белый конь · e1 чёрная ладья | b8 чёрный слон · f8 белый конь · g8 чёрная ладья · e7 чёрная пешка · h7 чёрный слон · h6 чёрный конь · a5 чёрный конь · g5 чёрная пешка · h5 белая ладья · a4 белая ладья · c4 чёрный ферзь · f4 чёрный король · g4 белая пешка · a3 белый ферзь · b3 чёрная пешка · c3 белый слон · f3 белая пешка · g3 чёрная пешка · b2 белый король · c2 чёрная пешка · d2 белая пешка · g2 белая пешка · c1 белый конь · e1 чёрная ладья | b8 чёрный слон · f8 белый конь · g8 чёрная ладья · e7 чёрная пешка · h7 чёрный слон · h6 чёрный конь · a5 чёрный конь · g5 чёрная пешка · h5 белая ладья · a4 белая ладья · c4 чёрный ферзь · f4 чёрный король · g4 белая пешка · a3 белый ферзь · b3 чёрная пешка · c3 белый слон · f3 белая пешка · g3 чёрная пешка · b2 белый король · c2 чёрная пешка · d2 белая пешка · g2 белая пешка · c1 белый конь · e1 чёрная ладья | b8 чёрный слон · f8 белый конь · g8 чёрная ладья · e7 чёрная пешка · h7 чёрный слон · h6 чёрный конь · a5 чёрный конь · g5 чёрная пешка · h5 белая ладья · a4 белая ладья · c4 чёрный ферзь · f4 чёрный король · g4 белая пешка · a3 белый ферзь · b3 чёрная пешка · c3 белый слон · f3 белая пешка · g3 чёрная пешка · b2 белый король · c2 чёрная пешка · d2 белая пешка · g2 белая пешка · c1 белый конь · e1 чёрная ладья | b8 чёрный слон · f8 белый конь · g8 чёрная ладья · e7 чёрная пешка · h7 чёрный слон · h6 чёрный конь · a5 чёрный конь · g5 чёрная пешка · h5 белая ладья · a4 белая ладья · c4 чёрный ферзь · f4 чёрный король · g4 белая пешка · a3 белый ферзь · b3 чёрная пешка · c3 белый слон · f3 белая пешка · g3 чёрная пешка · b2 белый король · c2 чёрная пешка · d2 белая пешка · g2 белая пешка · c1 белый конь · e1 чёрная ладья | b8 чёрный слон · f8 белый конь · g8 чёрная ладья · e7 чёрная пешка · h7 чёрный слон · h6 чёрный конь · a5 чёрный конь · g5 чёрная пешка · h5 белая ладья · a4 белая ладья · c4 чёрный ферзь · f4 чёрный король · g4 белая пешка · a3 белый ферзь · b3 чёрная пешка · c3 белый слон · f3 белая пешка · g3 чёрная пешка · b2 белый король · c2 чёрная пешка · d2 белая пешка · g2 белая пешка · c1 белый конь · e1 чёрная ладья | b8 чёрный слон · f8 белый конь · g8 чёрная ладья · e7 чёрная пешка · h7 чёрный слон · h6 чёрный конь · a5 чёрный конь · g5 чёрная пешка · h5 белая ладья · a4 белая ладья · c4 чёрный ферзь · f4 чёрный король · g4 белая пешка · a3 белый ферзь · b3 чёрная пешка · c3 белый слон · f3 белая пешка · g3 чёрная пешка · b2 белый король · c2 чёрная пешка · d2 белая пешка · g2 белая пешка · c1 белый конь · e1 чёрная ладья | b8 чёрный слон · f8 белый конь · g8 чёрная ладья · e7 чёрная пешка · h7 чёрный слон · h6 чёрный конь · a5 чёрный конь · g5 чёрная пешка · h5 белая ладья · a4 белая ладья · c4 чёрный ферзь · f4 чёрный король · g4 белая пешка · a3 белый ферзь · b3 чёрная пешка · c3 белый слон · f3 белая пешка · g3 чёрная пешка · b2 белый король · c2 чёрная пешка · d2 белая пешка · g2 белая пешка · c1 белый конь · e1 чёрная ладья | 3 |
| 2 | b8 чёрный слон · f8 белый конь · g8 чёрная ладья · e7 чёрная пешка · h7 чёрный слон · h6 чёрный конь · a5 чёрный конь · g5 чёрная пешка · h5 белая ладья · a4 белая ладья · c4 чёрный ферзь · f4 чёрный король · g4 белая пешка · a3 белый ферзь · b3 чёрная пешка · c3 белый слон · f3 белая пешка · g3 чёрная пешка · b2 белый король · c2 чёрная пешка · d2 белая пешка · g2 белая пешка · c1 белый конь · e1 чёрная ладья | b8 чёрный слон · f8 белый конь · g8 чёрная ладья · e7 чёрная пешка · h7 чёрный слон · h6 чёрный конь · a5 чёрный конь · g5 чёрная пешка · h5 белая ладья · a4 белая ладья · c4 чёрный ферзь · f4 чёрный король · g4 белая пешка · a3 белый ферзь · b3 чёрная пешка · c3 белый слон · f3 белая пешка · g3 чёрная пешка · b2 белый король · c2 чёрная пешка · d2 белая пешка · g2 белая пешка · c1 белый конь · e1 чёрная ладья | b8 чёрный слон · f8 белый конь · g8 чёрная ладья · e7 чёрная пешка · h7 чёрный слон · h6 чёрный конь · a5 чёрный конь · g5 чёрная пешка · h5 белая ладья · a4 белая ладья · c4 чёрный ферзь · f4 чёрный король · g4 белая пешка · a3 белый ферзь · b3 чёрная пешка · c3 белый слон · f3 белая пешка · g3 чёрная пешка · b2 белый король · c2 чёрная пешка · d2 белая пешка · g2 белая пешка · c1 белый конь · e1 чёрная ладья | b8 чёрный слон · f8 белый конь · g8 чёрная ладья · e7 чёрная пешка · h7 чёрный слон · h6 чёрный конь · a5 чёрный конь · g5 чёрная пешка · h5 белая ладья · a4 белая ладья · c4 чёрный ферзь · f4 чёрный король · g4 белая пешка · a3 белый ферзь · b3 чёрная пешка · c3 белый слон · f3 белая пешка · g3 чёрная пешка · b2 белый король · c2 чёрная пешка · d2 белая пешка · g2 белая пешка · c1 белый конь · e1 чёрная ладья | b8 чёрный слон · f8 белый конь · g8 чёрная ладья · e7 чёрная пешка · h7 чёрный слон · h6 чёрный конь · a5 чёрный конь · g5 чёрная пешка · h5 белая ладья · a4 белая ладья · c4 чёрный ферзь · f4 чёрный король · g4 белая пешка · a3 белый ферзь · b3 чёрная пешка · c3 белый слон · f3 белая пешка · g3 чёрная пешка · b2 белый король · c2 чёрная пешка · d2 белая пешка · g2 белая пешка · c1 белый конь · e1 чёрная ладья | b8 чёрный слон · f8 белый конь · g8 чёрная ладья · e7 чёрная пешка · h7 чёрный слон · h6 чёрный конь · a5 чёрный конь · g5 чёрная пешка · h5 белая ладья · a4 белая ладья · c4 чёрный ферзь · f4 чёрный король · g4 белая пешка · a3 белый ферзь · b3 чёрная пешка · c3 белый слон · f3 белая пешка · g3 чёрная пешка · b2 белый король · c2 чёрная пешка · d2 белая пешка · g2 белая пешка · c1 белый конь · e1 чёрная ладья | b8 чёрный слон · f8 белый конь · g8 чёрная ладья · e7 чёрная пешка · h7 чёрный слон · h6 чёрный конь · a5 чёрный конь · g5 чёрная пешка · h5 белая ладья · a4 белая ладья · c4 чёрный ферзь · f4 чёрный король · g4 белая пешка · a3 белый ферзь · b3 чёрная пешка · c3 белый слон · f3 белая пешка · g3 чёрная пешка · b2 белый король · c2 чёрная пешка · d2 белая пешка · g2 белая пешка · c1 белый конь · e1 чёрная ладья | b8 чёрный слон · f8 белый конь · g8 чёрная ладья · e7 чёрная пешка · h7 чёрный слон · h6 чёрный конь · a5 чёрный конь · g5 чёрная пешка · h5 белая ладья · a4 белая ладья · c4 чёрный ферзь · f4 чёрный король · g4 белая пешка · a3 белый ферзь · b3 чёрная пешка · c3 белый слон · f3 белая пешка · g3 чёрная пешка · b2 белый король · c2 чёрная пешка · d2 белая пешка · g2 белая пешка · c1 белый конь · e1 чёрная ладья | 2 |
| 1 | b8 чёрный слон · f8 белый конь · g8 чёрная ладья · e7 чёрная пешка · h7 чёрный слон · h6 чёрный конь · a5 чёрный конь · g5 чёрная пешка · h5 белая ладья · a4 белая ладья · c4 чёрный ферзь · f4 чёрный король · g4 белая пешка · a3 белый ферзь · b3 чёрная пешка · c3 белый слон · f3 белая пешка · g3 чёрная пешка · b2 белый король · c2 чёрная пешка · d2 белая пешка · g2 белая пешка · c1 белый конь · e1 чёрная ладья | b8 чёрный слон · f8 белый конь · g8 чёрная ладья · e7 чёрная пешка · h7 чёрный слон · h6 чёрный конь · a5 чёрный конь · g5 чёрная пешка · h5 белая ладья · a4 белая ладья · c4 чёрный ферзь · f4 чёрный король · g4 белая пешка · a3 белый ферзь · b3 чёрная пешка · c3 белый слон · f3 белая пешка · g3 чёрная пешка · b2 белый король · c2 чёрная пешка · d2 белая пешка · g2 белая пешка · c1 белый конь · e1 чёрная ладья | b8 чёрный слон · f8 белый конь · g8 чёрная ладья · e7 чёрная пешка · h7 чёрный слон · h6 чёрный конь · a5 чёрный конь · g5 чёрная пешка · h5 белая ладья · a4 белая ладья · c4 чёрный ферзь · f4 чёрный король · g4 белая пешка · a3 белый ферзь · b3 чёрная пешка · c3 белый слон · f3 белая пешка · g3 чёрная пешка · b2 белый король · c2 чёрная пешка · d2 белая пешка · g2 белая пешка · c1 белый конь · e1 чёрная ладья | b8 чёрный слон · f8 белый конь · g8 чёрная ладья · e7 чёрная пешка · h7 чёрный слон · h6 чёрный конь · a5 чёрный конь · g5 чёрная пешка · h5 белая ладья · a4 белая ладья · c4 чёрный ферзь · f4 чёрный король · g4 белая пешка · a3 белый ферзь · b3 чёрная пешка · c3 белый слон · f3 белая пешка · g3 чёрная пешка · b2 белый король · c2 чёрная пешка · d2 белая пешка · g2 белая пешка · c1 белый конь · e1 чёрная ладья | b8 чёрный слон · f8 белый конь · g8 чёрная ладья · e7 чёрная пешка · h7 чёрный слон · h6 чёрный конь · a5 чёрный конь · g5 чёрная пешка · h5 белая ладья · a4 белая ладья · c4 чёрный ферзь · f4 чёрный король · g4 белая пешка · a3 белый ферзь · b3 чёрная пешка · c3 белый слон · f3 белая пешка · g3 чёрная пешка · b2 белый король · c2 чёрная пешка · d2 белая пешка · g2 белая пешка · c1 белый конь · e1 чёрная ладья | b8 чёрный слон · f8 белый конь · g8 чёрная ладья · e7 чёрная пешка · h7 чёрный слон · h6 чёрный конь · a5 чёрный конь · g5 чёрная пешка · h5 белая ладья · a4 белая ладья · c4 чёрный ферзь · f4 чёрный король · g4 белая пешка · a3 белый ферзь · b3 чёрная пешка · c3 белый слон · f3 белая пешка · g3 чёрная пешка · b2 белый король · c2 чёрная пешка · d2 белая пешка · g2 белая пешка · c1 белый конь · e1 чёрная ладья | b8 чёрный слон · f8 белый конь · g8 чёрная ладья · e7 чёрная пешка · h7 чёрный слон · h6 чёрный конь · a5 чёрный конь · g5 чёрная пешка · h5 белая ладья · a4 белая ладья · c4 чёрный ферзь · f4 чёрный король · g4 белая пешка · a3 белый ферзь · b3 чёрная пешка · c3 белый слон · f3 белая пешка · g3 чёрная пешка · b2 белый король · c2 чёрная пешка · d2 белая пешка · g2 белая пешка · c1 белый конь · e1 чёрная ладья | b8 чёрный слон · f8 белый конь · g8 чёрная ладья · e7 чёрная пешка · h7 чёрный слон · h6 чёрный конь · a5 чёрный конь · g5 чёрная пешка · h5 белая ладья · a4 белая ладья · c4 чёрный ферзь · f4 чёрный король · g4 белая пешка · a3 белый ферзь · b3 чёрная пешка · c3 белый слон · f3 белая пешка · g3 чёрная пешка · b2 белый король · c2 чёрная пешка · d2 белая пешка · g2 белая пешка · c1 белый конь · e1 чёрная ладья | 1 |
|   | a | b | c | d | e | f | g | h |   |

1.Фс5! угроза 2.Кg6+ Л:g6 3.Kd3#, 2...C:g6 3.Ke6#

1...Ce4 2.Ke6+ Ф:е6 3.Кd3#

1...Лe4 2.Kd3+ Ф:е3 3.Ке6#

1...Cf5 2.Ф:f5+ K:f5 3.Kd3#

1...Лe5 2.Ф:е5+ C:e5 3.Ke6, Ke2#

(1...Kf7 2.Л:h7 — 3.Л:f7#, Фf5#, Kd3#, 2...Ke5 3.Ke6#)

Перекрытия Новотного и Гримшоу. Чередование 2-х и 3-х ходов белых.
|   | a | b | c | d | e | f | g | h |   |
| - | --- | --- | --- | --- | --- | --- | --- | --- | - |
| 8 | b8 белый слон · c8 белый слон · e8 белый ферзь · h8 белая ладья · d7 чёрная ладья · e7 белая пешка · a6 белая ладья · b6 белый конь · e6 чёрный король · f6 белый конь · e5 белая пешка · h5 белая пешка · e4 белая пешка · a3 чёрный конь · f3 чёрная пешка · g3 чёрная ладья · h3 чёрная пешка · a2 чёрная пешка · b2 белая пешка · e2 чёрная пешка · f2 чёрный слон · g2 белая пешка · h2 чёрный ферзь · c1 белый король · d1 чёрный слон · h1 чёрный конь | b8 белый слон · c8 белый слон · e8 белый ферзь · h8 белая ладья · d7 чёрная ладья · e7 белая пешка · a6 белая ладья · b6 белый конь · e6 чёрный король · f6 белый конь · e5 белая пешка · h5 белая пешка · e4 белая пешка · a3 чёрный конь · f3 чёрная пешка · g3 чёрная ладья · h3 чёрная пешка · a2 чёрная пешка · b2 белая пешка · e2 чёрная пешка · f2 чёрный слон · g2 белая пешка · h2 чёрный ферзь · c1 белый король · d1 чёрный слон · h1 чёрный конь | b8 белый слон · c8 белый слон · e8 белый ферзь · h8 белая ладья · d7 чёрная ладья · e7 белая пешка · a6 белая ладья · b6 белый конь · e6 чёрный король · f6 белый конь · e5 белая пешка · h5 белая пешка · e4 белая пешка · a3 чёрный конь · f3 чёрная пешка · g3 чёрная ладья · h3 чёрная пешка · a2 чёрная пешка · b2 белая пешка · e2 чёрная пешка · f2 чёрный слон · g2 белая пешка · h2 чёрный ферзь · c1 белый король · d1 чёрный слон · h1 чёрный конь | b8 белый слон · c8 белый слон · e8 белый ферзь · h8 белая ладья · d7 чёрная ладья · e7 белая пешка · a6 белая ладья · b6 белый конь · e6 чёрный король · f6 белый конь · e5 белая пешка · h5 белая пешка · e4 белая пешка · a3 чёрный конь · f3 чёрная пешка · g3 чёрная ладья · h3 чёрная пешка · a2 чёрная пешка · b2 белая пешка · e2 чёрная пешка · f2 чёрный слон · g2 белая пешка · h2 чёрный ферзь · c1 белый король · d1 чёрный слон · h1 чёрный конь | b8 белый слон · c8 белый слон · e8 белый ферзь · h8 белая ладья · d7 чёрная ладья · e7 белая пешка · a6 белая ладья · b6 белый конь · e6 чёрный король · f6 белый конь · e5 белая пешка · h5 белая пешка · e4 белая пешка · a3 чёрный конь · f3 чёрная пешка · g3 чёрная ладья · h3 чёрная пешка · a2 чёрная пешка · b2 белая пешка · e2 чёрная пешка · f2 чёрный слон · g2 белая пешка · h2 чёрный ферзь · c1 белый король · d1 чёрный слон · h1 чёрный конь | b8 белый слон · c8 белый слон · e8 белый ферзь · h8 белая ладья · d7 чёрная ладья · e7 белая пешка · a6 белая ладья · b6 белый конь · e6 чёрный король · f6 белый конь · e5 белая пешка · h5 белая пешка · e4 белая пешка · a3 чёрный конь · f3 чёрная пешка · g3 чёрная ладья · h3 чёрная пешка · a2 чёрная пешка · b2 белая пешка · e2 чёрная пешка · f2 чёрный слон · g2 белая пешка · h2 чёрный ферзь · c1 белый король · d1 чёрный слон · h1 чёрный конь | b8 белый слон · c8 белый слон · e8 белый ферзь · h8 белая ладья · d7 чёрная ладья · e7 белая пешка · a6 белая ладья · b6 белый конь · e6 чёрный король · f6 белый конь · e5 белая пешка · h5 белая пешка · e4 белая пешка · a3 чёрный конь · f3 чёрная пешка · g3 чёрная ладья · h3 чёрная пешка · a2 чёрная пешка · b2 белая пешка · e2 чёрная пешка · f2 чёрный слон · g2 белая пешка · h2 чёрный ферзь · c1 белый король · d1 чёрный слон · h1 чёрный конь | b8 белый слон · c8 белый слон · e8 белый ферзь · h8 белая ладья · d7 чёрная ладья · e7 белая пешка · a6 белая ладья · b6 белый конь · e6 чёрный король · f6 белый конь · e5 белая пешка · h5 белая пешка · e4 белая пешка · a3 чёрный конь · f3 чёрная пешка · g3 чёрная ладья · h3 чёрная пешка · a2 чёрная пешка · b2 белая пешка · e2 чёрная пешка · f2 чёрный слон · g2 белая пешка · h2 чёрный ферзь · c1 белый король · d1 чёрный слон · h1 чёрный конь | 8 |
| 7 | b8 белый слон · c8 белый слон · e8 белый ферзь · h8 белая ладья · d7 чёрная ладья · e7 белая пешка · a6 белая ладья · b6 белый конь · e6 чёрный король · f6 белый конь · e5 белая пешка · h5 белая пешка · e4 белая пешка · a3 чёрный конь · f3 чёрная пешка · g3 чёрная ладья · h3 чёрная пешка · a2 чёрная пешка · b2 белая пешка · e2 чёрная пешка · f2 чёрный слон · g2 белая пешка · h2 чёрный ферзь · c1 белый король · d1 чёрный слон · h1 чёрный конь | b8 белый слон · c8 белый слон · e8 белый ферзь · h8 белая ладья · d7 чёрная ладья · e7 белая пешка · a6 белая ладья · b6 белый конь · e6 чёрный король · f6 белый конь · e5 белая пешка · h5 белая пешка · e4 белая пешка · a3 чёрный конь · f3 чёрная пешка · g3 чёрная ладья · h3 чёрная пешка · a2 чёрная пешка · b2 белая пешка · e2 чёрная пешка · f2 чёрный слон · g2 белая пешка · h2 чёрный ферзь · c1 белый король · d1 чёрный слон · h1 чёрный конь | b8 белый слон · c8 белый слон · e8 белый ферзь · h8 белая ладья · d7 чёрная ладья · e7 белая пешка · a6 белая ладья · b6 белый конь · e6 чёрный король · f6 белый конь · e5 белая пешка · h5 белая пешка · e4 белая пешка · a3 чёрный конь · f3 чёрная пешка · g3 чёрная ладья · h3 чёрная пешка · a2 чёрная пешка · b2 белая пешка · e2 чёрная пешка · f2 чёрный слон · g2 белая пешка · h2 чёрный ферзь · c1 белый король · d1 чёрный слон · h1 чёрный конь | b8 белый слон · c8 белый слон · e8 белый ферзь · h8 белая ладья · d7 чёрная ладья · e7 белая пешка · a6 белая ладья · b6 белый конь · e6 чёрный король · f6 белый конь · e5 белая пешка · h5 белая пешка · e4 белая пешка · a3 чёрный конь · f3 чёрная пешка · g3 чёрная ладья · h3 чёрная пешка · a2 чёрная пешка · b2 белая пешка · e2 чёрная пешка · f2 чёрный слон · g2 белая пешка · h2 чёрный ферзь · c1 белый король · d1 чёрный слон · h1 чёрный конь | b8 белый слон · c8 белый слон · e8 белый ферзь · h8 белая ладья · d7 чёрная ладья · e7 белая пешка · a6 белая ладья · b6 белый конь · e6 чёрный король · f6 белый конь · e5 белая пешка · h5 белая пешка · e4 белая пешка · a3 чёрный конь · f3 чёрная пешка · g3 чёрная ладья · h3 чёрная пешка · a2 чёрная пешка · b2 белая пешка · e2 чёрная пешка · f2 чёрный слон · g2 белая пешка · h2 чёрный ферзь · c1 белый король · d1 чёрный слон · h1 чёрный конь | b8 белый слон · c8 белый слон · e8 белый ферзь · h8 белая ладья · d7 чёрная ладья · e7 белая пешка · a6 белая ладья · b6 белый конь · e6 чёрный король · f6 белый конь · e5 белая пешка · h5 белая пешка · e4 белая пешка · a3 чёрный конь · f3 чёрная пешка · g3 чёрная ладья · h3 чёрная пешка · a2 чёрная пешка · b2 белая пешка · e2 чёрная пешка · f2 чёрный слон · g2 белая пешка · h2 чёрный ферзь · c1 белый король · d1 чёрный слон · h1 чёрный конь | b8 белый слон · c8 белый слон · e8 белый ферзь · h8 белая ладья · d7 чёрная ладья · e7 белая пешка · a6 белая ладья · b6 белый конь · e6 чёрный король · f6 белый конь · e5 белая пешка · h5 белая пешка · e4 белая пешка · a3 чёрный конь · f3 чёрная пешка · g3 чёрная ладья · h3 чёрная пешка · a2 чёрная пешка · b2 белая пешка · e2 чёрная пешка · f2 чёрный слон · g2 белая пешка · h2 чёрный ферзь · c1 белый король · d1 чёрный слон · h1 чёрный конь | b8 белый слон · c8 белый слон · e8 белый ферзь · h8 белая ладья · d7 чёрная ладья · e7 белая пешка · a6 белая ладья · b6 белый конь · e6 чёрный король · f6 белый конь · e5 белая пешка · h5 белая пешка · e4 белая пешка · a3 чёрный конь · f3 чёрная пешка · g3 чёрная ладья · h3 чёрная пешка · a2 чёрная пешка · b2 белая пешка · e2 чёрная пешка · f2 чёрный слон · g2 белая пешка · h2 чёрный ферзь · c1 белый король · d1 чёрный слон · h1 чёрный конь | 7 |
| 6 | b8 белый слон · c8 белый слон · e8 белый ферзь · h8 белая ладья · d7 чёрная ладья · e7 белая пешка · a6 белая ладья · b6 белый конь · e6 чёрный король · f6 белый конь · e5 белая пешка · h5 белая пешка · e4 белая пешка · a3 чёрный конь · f3 чёрная пешка · g3 чёрная ладья · h3 чёрная пешка · a2 чёрная пешка · b2 белая пешка · e2 чёрная пешка · f2 чёрный слон · g2 белая пешка · h2 чёрный ферзь · c1 белый король · d1 чёрный слон · h1 чёрный конь | b8 белый слон · c8 белый слон · e8 белый ферзь · h8 белая ладья · d7 чёрная ладья · e7 белая пешка · a6 белая ладья · b6 белый конь · e6 чёрный король · f6 белый конь · e5 белая пешка · h5 белая пешка · e4 белая пешка · a3 чёрный конь · f3 чёрная пешка · g3 чёрная ладья · h3 чёрная пешка · a2 чёрная пешка · b2 белая пешка · e2 чёрная пешка · f2 чёрный слон · g2 белая пешка · h2 чёрный ферзь · c1 белый король · d1 чёрный слон · h1 чёрный конь | b8 белый слон · c8 белый слон · e8 белый ферзь · h8 белая ладья · d7 чёрная ладья · e7 белая пешка · a6 белая ладья · b6 белый конь · e6 чёрный король · f6 белый конь · e5 белая пешка · h5 белая пешка · e4 белая пешка · a3 чёрный конь · f3 чёрная пешка · g3 чёрная ладья · h3 чёрная пешка · a2 чёрная пешка · b2 белая пешка · e2 чёрная пешка · f2 чёрный слон · g2 белая пешка · h2 чёрный ферзь · c1 белый король · d1 чёрный слон · h1 чёрный конь | b8 белый слон · c8 белый слон · e8 белый ферзь · h8 белая ладья · d7 чёрная ладья · e7 белая пешка · a6 белая ладья · b6 белый конь · e6 чёрный король · f6 белый конь · e5 белая пешка · h5 белая пешка · e4 белая пешка · a3 чёрный конь · f3 чёрная пешка · g3 чёрная ладья · h3 чёрная пешка · a2 чёрная пешка · b2 белая пешка · e2 чёрная пешка · f2 чёрный слон · g2 белая пешка · h2 чёрный ферзь · c1 белый король · d1 чёрный слон · h1 чёрный конь | b8 белый слон · c8 белый слон · e8 белый ферзь · h8 белая ладья · d7 чёрная ладья · e7 белая пешка · a6 белая ладья · b6 белый конь · e6 чёрный король · f6 белый конь · e5 белая пешка · h5 белая пешка · e4 белая пешка · a3 чёрный конь · f3 чёрная пешка · g3 чёрная ладья · h3 чёрная пешка · a2 чёрная пешка · b2 белая пешка · e2 чёрная пешка · f2 чёрный слон · g2 белая пешка · h2 чёрный ферзь · c1 белый король · d1 чёрный слон · h1 чёрный конь | b8 белый слон · c8 белый слон · e8 белый ферзь · h8 белая ладья · d7 чёрная ладья · e7 белая пешка · a6 белая ладья · b6 белый конь · e6 чёрный король · f6 белый конь · e5 белая пешка · h5 белая пешка · e4 белая пешка · a3 чёрный конь · f3 чёрная пешка · g3 чёрная ладья · h3 чёрная пешка · a2 чёрная пешка · b2 белая пешка · e2 чёрная пешка · f2 чёрный слон · g2 белая пешка · h2 чёрный ферзь · c1 белый король · d1 чёрный слон · h1 чёрный конь | b8 белый слон · c8 белый слон · e8 белый ферзь · h8 белая ладья · d7 чёрная ладья · e7 белая пешка · a6 белая ладья · b6 белый конь · e6 чёрный король · f6 белый конь · e5 белая пешка · h5 белая пешка · e4 белая пешка · a3 чёрный конь · f3 чёрная пешка · g3 чёрная ладья · h3 чёрная пешка · a2 чёрная пешка · b2 белая пешка · e2 чёрная пешка · f2 чёрный слон · g2 белая пешка · h2 чёрный ферзь · c1 белый король · d1 чёрный слон · h1 чёрный конь | b8 белый слон · c8 белый слон · e8 белый ферзь · h8 белая ладья · d7 чёрная ладья · e7 белая пешка · a6 белая ладья · b6 белый конь · e6 чёрный король · f6 белый конь · e5 белая пешка · h5 белая пешка · e4 белая пешка · a3 чёрный конь · f3 чёрная пешка · g3 чёрная ладья · h3 чёрная пешка · a2 чёрная пешка · b2 белая пешка · e2 чёрная пешка · f2 чёрный слон · g2 белая пешка · h2 чёрный ферзь · c1 белый король · d1 чёрный слон · h1 чёрный конь | 6 |
| 5 | b8 белый слон · c8 белый слон · e8 белый ферзь · h8 белая ладья · d7 чёрная ладья · e7 белая пешка · a6 белая ладья · b6 белый конь · e6 чёрный король · f6 белый конь · e5 белая пешка · h5 белая пешка · e4 белая пешка · a3 чёрный конь · f3 чёрная пешка · g3 чёрная ладья · h3 чёрная пешка · a2 чёрная пешка · b2 белая пешка · e2 чёрная пешка · f2 чёрный слон · g2 белая пешка · h2 чёрный ферзь · c1 белый король · d1 чёрный слон · h1 чёрный конь | b8 белый слон · c8 белый слон · e8 белый ферзь · h8 белая ладья · d7 чёрная ладья · e7 белая пешка · a6 белая ладья · b6 белый конь · e6 чёрный король · f6 белый конь · e5 белая пешка · h5 белая пешка · e4 белая пешка · a3 чёрный конь · f3 чёрная пешка · g3 чёрная ладья · h3 чёрная пешка · a2 чёрная пешка · b2 белая пешка · e2 чёрная пешка · f2 чёрный слон · g2 белая пешка · h2 чёрный ферзь · c1 белый король · d1 чёрный слон · h1 чёрный конь | b8 белый слон · c8 белый слон · e8 белый ферзь · h8 белая ладья · d7 чёрная ладья · e7 белая пешка · a6 белая ладья · b6 белый конь · e6 чёрный король · f6 белый конь · e5 белая пешка · h5 белая пешка · e4 белая пешка · a3 чёрный конь · f3 чёрная пешка · g3 чёрная ладья · h3 чёрная пешка · a2 чёрная пешка · b2 белая пешка · e2 чёрная пешка · f2 чёрный слон · g2 белая пешка · h2 чёрный ферзь · c1 белый король · d1 чёрный слон · h1 чёрный конь | b8 белый слон · c8 белый слон · e8 белый ферзь · h8 белая ладья · d7 чёрная ладья · e7 белая пешка · a6 белая ладья · b6 белый конь · e6 чёрный король · f6 белый конь · e5 белая пешка · h5 белая пешка · e4 белая пешка · a3 чёрный конь · f3 чёрная пешка · g3 чёрная ладья · h3 чёрная пешка · a2 чёрная пешка · b2 белая пешка · e2 чёрная пешка · f2 чёрный слон · g2 белая пешка · h2 чёрный ферзь · c1 белый король · d1 чёрный слон · h1 чёрный конь | b8 белый слон · c8 белый слон · e8 белый ферзь · h8 белая ладья · d7 чёрная ладья · e7 белая пешка · a6 белая ладья · b6 белый конь · e6 чёрный король · f6 белый конь · e5 белая пешка · h5 белая пешка · e4 белая пешка · a3 чёрный конь · f3 чёрная пешка · g3 чёрная ладья · h3 чёрная пешка · a2 чёрная пешка · b2 белая пешка · e2 чёрная пешка · f2 чёрный слон · g2 белая пешка · h2 чёрный ферзь · c1 белый король · d1 чёрный слон · h1 чёрный конь | b8 белый слон · c8 белый слон · e8 белый ферзь · h8 белая ладья · d7 чёрная ладья · e7 белая пешка · a6 белая ладья · b6 белый конь · e6 чёрный король · f6 белый конь · e5 белая пешка · h5 белая пешка · e4 белая пешка · a3 чёрный конь · f3 чёрная пешка · g3 чёрная ладья · h3 чёрная пешка · a2 чёрная пешка · b2 белая пешка · e2 чёрная пешка · f2 чёрный слон · g2 белая пешка · h2 чёрный ферзь · c1 белый король · d1 чёрный слон · h1 чёрный конь | b8 белый слон · c8 белый слон · e8 белый ферзь · h8 белая ладья · d7 чёрная ладья · e7 белая пешка · a6 белая ладья · b6 белый конь · e6 чёрный король · f6 белый конь · e5 белая пешка · h5 белая пешка · e4 белая пешка · a3 чёрный конь · f3 чёрная пешка · g3 чёрная ладья · h3 чёрная пешка · a2 чёрная пешка · b2 белая пешка · e2 чёрная пешка · f2 чёрный слон · g2 белая пешка · h2 чёрный ферзь · c1 белый король · d1 чёрный слон · h1 чёрный конь | b8 белый слон · c8 белый слон · e8 белый ферзь · h8 белая ладья · d7 чёрная ладья · e7 белая пешка · a6 белая ладья · b6 белый конь · e6 чёрный король · f6 белый конь · e5 белая пешка · h5 белая пешка · e4 белая пешка · a3 чёрный конь · f3 чёрная пешка · g3 чёрная ладья · h3 чёрная пешка · a2 чёрная пешка · b2 белая пешка · e2 чёрная пешка · f2 чёрный слон · g2 белая пешка · h2 чёрный ферзь · c1 белый король · d1 чёрный слон · h1 чёрный конь | 5 |
| 4 | b8 белый слон · c8 белый слон · e8 белый ферзь · h8 белая ладья · d7 чёрная ладья · e7 белая пешка · a6 белая ладья · b6 белый конь · e6 чёрный король · f6 белый конь · e5 белая пешка · h5 белая пешка · e4 белая пешка · a3 чёрный конь · f3 чёрная пешка · g3 чёрная ладья · h3 чёрная пешка · a2 чёрная пешка · b2 белая пешка · e2 чёрная пешка · f2 чёрный слон · g2 белая пешка · h2 чёрный ферзь · c1 белый король · d1 чёрный слон · h1 чёрный конь | b8 белый слон · c8 белый слон · e8 белый ферзь · h8 белая ладья · d7 чёрная ладья · e7 белая пешка · a6 белая ладья · b6 белый конь · e6 чёрный король · f6 белый конь · e5 белая пешка · h5 белая пешка · e4 белая пешка · a3 чёрный конь · f3 чёрная пешка · g3 чёрная ладья · h3 чёрная пешка · a2 чёрная пешка · b2 белая пешка · e2 чёрная пешка · f2 чёрный слон · g2 белая пешка · h2 чёрный ферзь · c1 белый король · d1 чёрный слон · h1 чёрный конь | b8 белый слон · c8 белый слон · e8 белый ферзь · h8 белая ладья · d7 чёрная ладья · e7 белая пешка · a6 белая ладья · b6 белый конь · e6 чёрный король · f6 белый конь · e5 белая пешка · h5 белая пешка · e4 белая пешка · a3 чёрный конь · f3 чёрная пешка · g3 чёрная ладья · h3 чёрная пешка · a2 чёрная пешка · b2 белая пешка · e2 чёрная пешка · f2 чёрный слон · g2 белая пешка · h2 чёрный ферзь · c1 белый король · d1 чёрный слон · h1 чёрный конь | b8 белый слон · c8 белый слон · e8 белый ферзь · h8 белая ладья · d7 чёрная ладья · e7 белая пешка · a6 белая ладья · b6 белый конь · e6 чёрный король · f6 белый конь · e5 белая пешка · h5 белая пешка · e4 белая пешка · a3 чёрный конь · f3 чёрная пешка · g3 чёрная ладья · h3 чёрная пешка · a2 чёрная пешка · b2 белая пешка · e2 чёрная пешка · f2 чёрный слон · g2 белая пешка · h2 чёрный ферзь · c1 белый король · d1 чёрный слон · h1 чёрный конь | b8 белый слон · c8 белый слон · e8 белый ферзь · h8 белая ладья · d7 чёрная ладья · e7 белая пешка · a6 белая ладья · b6 белый конь · e6 чёрный король · f6 белый конь · e5 белая пешка · h5 белая пешка · e4 белая пешка · a3 чёрный конь · f3 чёрная пешка · g3 чёрная ладья · h3 чёрная пешка · a2 чёрная пешка · b2 белая пешка · e2 чёрная пешка · f2 чёрный слон · g2 белая пешка · h2 чёрный ферзь · c1 белый король · d1 чёрный слон · h1 чёрный конь | b8 белый слон · c8 белый слон · e8 белый ферзь · h8 белая ладья · d7 чёрная ладья · e7 белая пешка · a6 белая ладья · b6 белый конь · e6 чёрный король · f6 белый конь · e5 белая пешка · h5 белая пешка · e4 белая пешка · a3 чёрный конь · f3 чёрная пешка · g3 чёрная ладья · h3 чёрная пешка · a2 чёрная пешка · b2 белая пешка · e2 чёрная пешка · f2 чёрный слон · g2 белая пешка · h2 чёрный ферзь · c1 белый король · d1 чёрный слон · h1 чёрный конь | b8 белый слон · c8 белый слон · e8 белый ферзь · h8 белая ладья · d7 чёрная ладья · e7 белая пешка · a6 белая ладья · b6 белый конь · e6 чёрный король · f6 белый конь · e5 белая пешка · h5 белая пешка · e4 белая пешка · a3 чёрный конь · f3 чёрная пешка · g3 чёрная ладья · h3 чёрная пешка · a2 чёрная пешка · b2 белая пешка · e2 чёрная пешка · f2 чёрный слон · g2 белая пешка · h2 чёрный ферзь · c1 белый король · d1 чёрный слон · h1 чёрный конь | b8 белый слон · c8 белый слон · e8 белый ферзь · h8 белая ладья · d7 чёрная ладья · e7 белая пешка · a6 белая ладья · b6 белый конь · e6 чёрный король · f6 белый конь · e5 белая пешка · h5 белая пешка · e4 белая пешка · a3 чёрный конь · f3 чёрная пешка · g3 чёрная ладья · h3 чёрная пешка · a2 чёрная пешка · b2 белая пешка · e2 чёрная пешка · f2 чёрный слон · g2 белая пешка · h2 чёрный ферзь · c1 белый король · d1 чёрный слон · h1 чёрный конь | 4 |
| 3 | b8 белый слон · c8 белый слон · e8 белый ферзь · h8 белая ладья · d7 чёрная ладья · e7 белая пешка · a6 белая ладья · b6 белый конь · e6 чёрный король · f6 белый конь · e5 белая пешка · h5 белая пешка · e4 белая пешка · a3 чёрный конь · f3 чёрная пешка · g3 чёрная ладья · h3 чёрная пешка · a2 чёрная пешка · b2 белая пешка · e2 чёрная пешка · f2 чёрный слон · g2 белая пешка · h2 чёрный ферзь · c1 белый король · d1 чёрный слон · h1 чёрный конь | b8 белый слон · c8 белый слон · e8 белый ферзь · h8 белая ладья · d7 чёрная ладья · e7 белая пешка · a6 белая ладья · b6 белый конь · e6 чёрный король · f6 белый конь · e5 белая пешка · h5 белая пешка · e4 белая пешка · a3 чёрный конь · f3 чёрная пешка · g3 чёрная ладья · h3 чёрная пешка · a2 чёрная пешка · b2 белая пешка · e2 чёрная пешка · f2 чёрный слон · g2 белая пешка · h2 чёрный ферзь · c1 белый король · d1 чёрный слон · h1 чёрный конь | b8 белый слон · c8 белый слон · e8 белый ферзь · h8 белая ладья · d7 чёрная ладья · e7 белая пешка · a6 белая ладья · b6 белый конь · e6 чёрный король · f6 белый конь · e5 белая пешка · h5 белая пешка · e4 белая пешка · a3 чёрный конь · f3 чёрная пешка · g3 чёрная ладья · h3 чёрная пешка · a2 чёрная пешка · b2 белая пешка · e2 чёрная пешка · f2 чёрный слон · g2 белая пешка · h2 чёрный ферзь · c1 белый король · d1 чёрный слон · h1 чёрный конь | b8 белый слон · c8 белый слон · e8 белый ферзь · h8 белая ладья · d7 чёрная ладья · e7 белая пешка · a6 белая ладья · b6 белый конь · e6 чёрный король · f6 белый конь · e5 белая пешка · h5 белая пешка · e4 белая пешка · a3 чёрный конь · f3 чёрная пешка · g3 чёрная ладья · h3 чёрная пешка · a2 чёрная пешка · b2 белая пешка · e2 чёрная пешка · f2 чёрный слон · g2 белая пешка · h2 чёрный ферзь · c1 белый король · d1 чёрный слон · h1 чёрный конь | b8 белый слон · c8 белый слон · e8 белый ферзь · h8 белая ладья · d7 чёрная ладья · e7 белая пешка · a6 белая ладья · b6 белый конь · e6 чёрный король · f6 белый конь · e5 белая пешка · h5 белая пешка · e4 белая пешка · a3 чёрный конь · f3 чёрная пешка · g3 чёрная ладья · h3 чёрная пешка · a2 чёрная пешка · b2 белая пешка · e2 чёрная пешка · f2 чёрный слон · g2 белая пешка · h2 чёрный ферзь · c1 белый король · d1 чёрный слон · h1 чёрный конь | b8 белый слон · c8 белый слон · e8 белый ферзь · h8 белая ладья · d7 чёрная ладья · e7 белая пешка · a6 белая ладья · b6 белый конь · e6 чёрный король · f6 белый конь · e5 белая пешка · h5 белая пешка · e4 белая пешка · a3 чёрный конь · f3 чёрная пешка · g3 чёрная ладья · h3 чёрная пешка · a2 чёрная пешка · b2 белая пешка · e2 чёрная пешка · f2 чёрный слон · g2 белая пешка · h2 чёрный ферзь · c1 белый король · d1 чёрный слон · h1 чёрный конь | b8 белый слон · c8 белый слон · e8 белый ферзь · h8 белая ладья · d7 чёрная ладья · e7 белая пешка · a6 белая ладья · b6 белый конь · e6 чёрный король · f6 белый конь · e5 белая пешка · h5 белая пешка · e4 белая пешка · a3 чёрный конь · f3 чёрная пешка · g3 чёрная ладья · h3 чёрная пешка · a2 чёрная пешка · b2 белая пешка · e2 чёрная пешка · f2 чёрный слон · g2 белая пешка · h2 чёрный ферзь · c1 белый король · d1 чёрный слон · h1 чёрный конь | b8 белый слон · c8 белый слон · e8 белый ферзь · h8 белая ладья · d7 чёрная ладья · e7 белая пешка · a6 белая ладья · b6 белый конь · e6 чёрный король · f6 белый конь · e5 белая пешка · h5 белая пешка · e4 белая пешка · a3 чёрный конь · f3 чёрная пешка · g3 чёрная ладья · h3 чёрная пешка · a2 чёрная пешка · b2 белая пешка · e2 чёрная пешка · f2 чёрный слон · g2 белая пешка · h2 чёрный ферзь · c1 белый король · d1 чёрный слон · h1 чёрный конь | 3 |
| 2 | b8 белый слон · c8 белый слон · e8 белый ферзь · h8 белая ладья · d7 чёрная ладья · e7 белая пешка · a6 белая ладья · b6 белый конь · e6 чёрный король · f6 белый конь · e5 белая пешка · h5 белая пешка · e4 белая пешка · a3 чёрный конь · f3 чёрная пешка · g3 чёрная ладья · h3 чёрная пешка · a2 чёрная пешка · b2 белая пешка · e2 чёрная пешка · f2 чёрный слон · g2 белая пешка · h2 чёрный ферзь · c1 белый король · d1 чёрный слон · h1 чёрный конь | b8 белый слон · c8 белый слон · e8 белый ферзь · h8 белая ладья · d7 чёрная ладья · e7 белая пешка · a6 белая ладья · b6 белый конь · e6 чёрный король · f6 белый конь · e5 белая пешка · h5 белая пешка · e4 белая пешка · a3 чёрный конь · f3 чёрная пешка · g3 чёрная ладья · h3 чёрная пешка · a2 чёрная пешка · b2 белая пешка · e2 чёрная пешка · f2 чёрный слон · g2 белая пешка · h2 чёрный ферзь · c1 белый король · d1 чёрный слон · h1 чёрный конь | b8 белый слон · c8 белый слон · e8 белый ферзь · h8 белая ладья · d7 чёрная ладья · e7 белая пешка · a6 белая ладья · b6 белый конь · e6 чёрный король · f6 белый конь · e5 белая пешка · h5 белая пешка · e4 белая пешка · a3 чёрный конь · f3 чёрная пешка · g3 чёрная ладья · h3 чёрная пешка · a2 чёрная пешка · b2 белая пешка · e2 чёрная пешка · f2 чёрный слон · g2 белая пешка · h2 чёрный ферзь · c1 белый король · d1 чёрный слон · h1 чёрный конь | b8 белый слон · c8 белый слон · e8 белый ферзь · h8 белая ладья · d7 чёрная ладья · e7 белая пешка · a6 белая ладья · b6 белый конь · e6 чёрный король · f6 белый конь · e5 белая пешка · h5 белая пешка · e4 белая пешка · a3 чёрный конь · f3 чёрная пешка · g3 чёрная ладья · h3 чёрная пешка · a2 чёрная пешка · b2 белая пешка · e2 чёрная пешка · f2 чёрный слон · g2 белая пешка · h2 чёрный ферзь · c1 белый король · d1 чёрный слон · h1 чёрный конь | b8 белый слон · c8 белый слон · e8 белый ферзь · h8 белая ладья · d7 чёрная ладья · e7 белая пешка · a6 белая ладья · b6 белый конь · e6 чёрный король · f6 белый конь · e5 белая пешка · h5 белая пешка · e4 белая пешка · a3 чёрный конь · f3 чёрная пешка · g3 чёрная ладья · h3 чёрная пешка · a2 чёрная пешка · b2 белая пешка · e2 чёрная пешка · f2 чёрный слон · g2 белая пешка · h2 чёрный ферзь · c1 белый король · d1 чёрный слон · h1 чёрный конь | b8 белый слон · c8 белый слон · e8 белый ферзь · h8 белая ладья · d7 чёрная ладья · e7 белая пешка · a6 белая ладья · b6 белый конь · e6 чёрный король · f6 белый конь · e5 белая пешка · h5 белая пешка · e4 белая пешка · a3 чёрный конь · f3 чёрная пешка · g3 чёрная ладья · h3 чёрная пешка · a2 чёрная пешка · b2 белая пешка · e2 чёрная пешка · f2 чёрный слон · g2 белая пешка · h2 чёрный ферзь · c1 белый король · d1 чёрный слон · h1 чёрный конь | b8 белый слон · c8 белый слон · e8 белый ферзь · h8 белая ладья · d7 чёрная ладья · e7 белая пешка · a6 белая ладья · b6 белый конь · e6 чёрный король · f6 белый конь · e5 белая пешка · h5 белая пешка · e4 белая пешка · a3 чёрный конь · f3 чёрная пешка · g3 чёрная ладья · h3 чёрная пешка · a2 чёрная пешка · b2 белая пешка · e2 чёрная пешка · f2 чёрный слон · g2 белая пешка · h2 чёрный ферзь · c1 белый король · d1 чёрный слон · h1 чёрный конь | b8 белый слон · c8 белый слон · e8 белый ферзь · h8 белая ладья · d7 чёрная ладья · e7 белая пешка · a6 белая ладья · b6 белый конь · e6 чёрный король · f6 белый конь · e5 белая пешка · h5 белая пешка · e4 белая пешка · a3 чёрный конь · f3 чёрная пешка · g3 чёрная ладья · h3 чёрная пешка · a2 чёрная пешка · b2 белая пешка · e2 чёрная пешка · f2 чёрный слон · g2 белая пешка · h2 чёрный ферзь · c1 белый король · d1 чёрный слон · h1 чёрный конь | 2 |
| 1 | b8 белый слон · c8 белый слон · e8 белый ферзь · h8 белая ладья · d7 чёрная ладья · e7 белая пешка · a6 белая ладья · b6 белый конь · e6 чёрный король · f6 белый конь · e5 белая пешка · h5 белая пешка · e4 белая пешка · a3 чёрный конь · f3 чёрная пешка · g3 чёрная ладья · h3 чёрная пешка · a2 чёрная пешка · b2 белая пешка · e2 чёрная пешка · f2 чёрный слон · g2 белая пешка · h2 чёрный ферзь · c1 белый король · d1 чёрный слон · h1 чёрный конь | b8 белый слон · c8 белый слон · e8 белый ферзь · h8 белая ладья · d7 чёрная ладья · e7 белая пешка · a6 белая ладья · b6 белый конь · e6 чёрный король · f6 белый конь · e5 белая пешка · h5 белая пешка · e4 белая пешка · a3 чёрный конь · f3 чёрная пешка · g3 чёрная ладья · h3 чёрная пешка · a2 чёрная пешка · b2 белая пешка · e2 чёрная пешка · f2 чёрный слон · g2 белая пешка · h2 чёрный ферзь · c1 белый король · d1 чёрный слон · h1 чёрный конь | b8 белый слон · c8 белый слон · e8 белый ферзь · h8 белая ладья · d7 чёрная ладья · e7 белая пешка · a6 белая ладья · b6 белый конь · e6 чёрный король · f6 белый конь · e5 белая пешка · h5 белая пешка · e4 белая пешка · a3 чёрный конь · f3 чёрная пешка · g3 чёрная ладья · h3 чёрная пешка · a2 чёрная пешка · b2 белая пешка · e2 чёрная пешка · f2 чёрный слон · g2 белая пешка · h2 чёрный ферзь · c1 белый король · d1 чёрный слон · h1 чёрный конь | b8 белый слон · c8 белый слон · e8 белый ферзь · h8 белая ладья · d7 чёрная ладья · e7 белая пешка · a6 белая ладья · b6 белый конь · e6 чёрный король · f6 белый конь · e5 белая пешка · h5 белая пешка · e4 белая пешка · a3 чёрный конь · f3 чёрная пешка · g3 чёрная ладья · h3 чёрная пешка · a2 чёрная пешка · b2 белая пешка · e2 чёрная пешка · f2 чёрный слон · g2 белая пешка · h2 чёрный ферзь · c1 белый король · d1 чёрный слон · h1 чёрный конь | b8 белый слон · c8 белый слон · e8 белый ферзь · h8 белая ладья · d7 чёрная ладья · e7 белая пешка · a6 белая ладья · b6 белый конь · e6 чёрный король · f6 белый конь · e5 белая пешка · h5 белая пешка · e4 белая пешка · a3 чёрный конь · f3 чёрная пешка · g3 чёрная ладья · h3 чёрная пешка · a2 чёрная пешка · b2 белая пешка · e2 чёрная пешка · f2 чёрный слон · g2 белая пешка · h2 чёрный ферзь · c1 белый король · d1 чёрный слон · h1 чёрный конь | b8 белый слон · c8 белый слон · e8 белый ферзь · h8 белая ладья · d7 чёрная ладья · e7 белая пешка · a6 белая ладья · b6 белый конь · e6 чёрный король · f6 белый конь · e5 белая пешка · h5 белая пешка · e4 белая пешка · a3 чёрный конь · f3 чёрная пешка · g3 чёрная ладья · h3 чёрная пешка · a2 чёрная пешка · b2 белая пешка · e2 чёрная пешка · f2 чёрный слон · g2 белая пешка · h2 чёрный ферзь · c1 белый король · d1 чёрный слон · h1 чёрный конь | b8 белый слон · c8 белый слон · e8 белый ферзь · h8 белая ладья · d7 чёрная ладья · e7 белая пешка · a6 белая ладья · b6 белый конь · e6 чёрный король · f6 белый конь · e5 белая пешка · h5 белая пешка · e4 белая пешка · a3 чёрный конь · f3 чёрная пешка · g3 чёрная ладья · h3 чёрная пешка · a2 чёрная пешка · b2 белая пешка · e2 чёрная пешка · f2 чёрный слон · g2 белая пешка · h2 чёрный ферзь · c1 белый король · d1 чёрный слон · h1 чёрный конь | b8 белый слон · c8 белый слон · e8 белый ферзь · h8 белая ладья · d7 чёрная ладья · e7 белая пешка · a6 белая ладья · b6 белый конь · e6 чёрный король · f6 белый конь · e5 белая пешка · h5 белая пешка · e4 белая пешка · a3 чёрный конь · f3 чёрная пешка · g3 чёрная ладья · h3 чёрная пешка · a2 чёрная пешка · b2 белая пешка · e2 чёрная пешка · f2 чёрный слон · g2 белая пешка · h2 чёрный ферзь · c1 белый король · d1 чёрный слон · h1 чёрный конь | 1 |
|   | a | b | c | d | e | f | g | h |   |

1.Лh6! угроза 2.Кfd5+ Лg6 3.Кf4+ Ф:f4#

(1…Лg6 2.Кbd5+ Сb6 3.Кf4+ Ф:f4#)

1…Ф:g2 2.Кh7+ Лg6 3.Кg5+ Ф:g5#

1…Фg1 2.Кa4+ Сb6 3.Кc5+ Ф:c5#

Бристольская тема с самосвязыванием в игре чёрных фигур. Игра белых батарей.